# Huamantla
Huamantla ( wama'ntla) es la ciudad principal y cabecera del municipio de Huamantla, perteneciente al estado mexicano de Tlaxcala. De acuerdo con el censo de población y vivienda de 2020 realizado por el Instituto Nacional de Estadística y Geografía, tiene una población de 59,871 habitantes, lo que la convierte en la segunda ciudad más poblada en el estado. Desde el 14 de agosto de 2007 es reconocida por la Secretaría de Turismo de México con el título de Pueblo Mágico.
Fue fundada el 18 de octubre de 1534 por instrucciones de Antonio de Mendoza, bajo el nombre de San Luis Huamantla. Durante la intervención estadounidense, fue un lugar estratégico para la comunicación con el puerto de Veracruz, de este modo el ejército invasor estadounidense tomó la ciudad el 8 de octubre de 1847, dónde se llevó a cabo la batalla de Huamantla.
El 12 de agosto de 1953 la ciudad recibió el título de Heroica con motivo de las acciones emprendidas en dicha batalla. Gracias a su ubicación entre la Ciudad de México y Veracruz, se construyó el trazo del ferrocarril de la ruta México-Veracruz, que permitió comercializar la producción local como la agricultura y la ganadería que recobraron su importancia en la ciudad. 
Durante la guerra de Reforma, la capital de Tlaxcala se trasladó brevemente a Huamantla por las fuerzas conservadoras en 1858, en 1863 la ciudad fue tomada por los franceses y la capital regresó de nuevo a la ciudad de Tlaxcala después de la expulsión de estos. Antonio Rodríguez Bocardo estableció en 1866 una sede política y militar en Huamantla.
Huamantla es un importante centro turístico de los sectores natural, cultural y religioso del estado, donde se ha incrementado el desarrollo social, cultural, histórico, político, económica y comercial. En 2014 la ciudad recibió un reconocimiento por el mejoramiento y protección de los recursos naturales otorgado por la Secretaría de Medio Ambiente y Recursos Naturales.
Se ubica en la región Oriente-Huamantla, también llamada el Gran llano de Huamantla, en el Eje Neovolcánico, a 2500 metros sobre el nivel del mar, siendo así una de las ciudades más altas de México. está a tan solo 45 km al oriente de la capital del estado a 74 km de la Ciudad de Puebla, a 165 km de la Ciudad de México y a 507 km de Acapulco.

## Toponimia
Huamantla deriva de la palabra náhuatl cuahuitl-man-tla, la cual proviene de los vocablos cuahuitl que quiere decir árbol, man derivado de maní, que quiere decir junto, formado o alineado, y de la posposición locativa tla que denota abundancia, entonces Huamantla significa; «Lugar de árboles formados o juntos»

## Historia

### Época Prehispánica

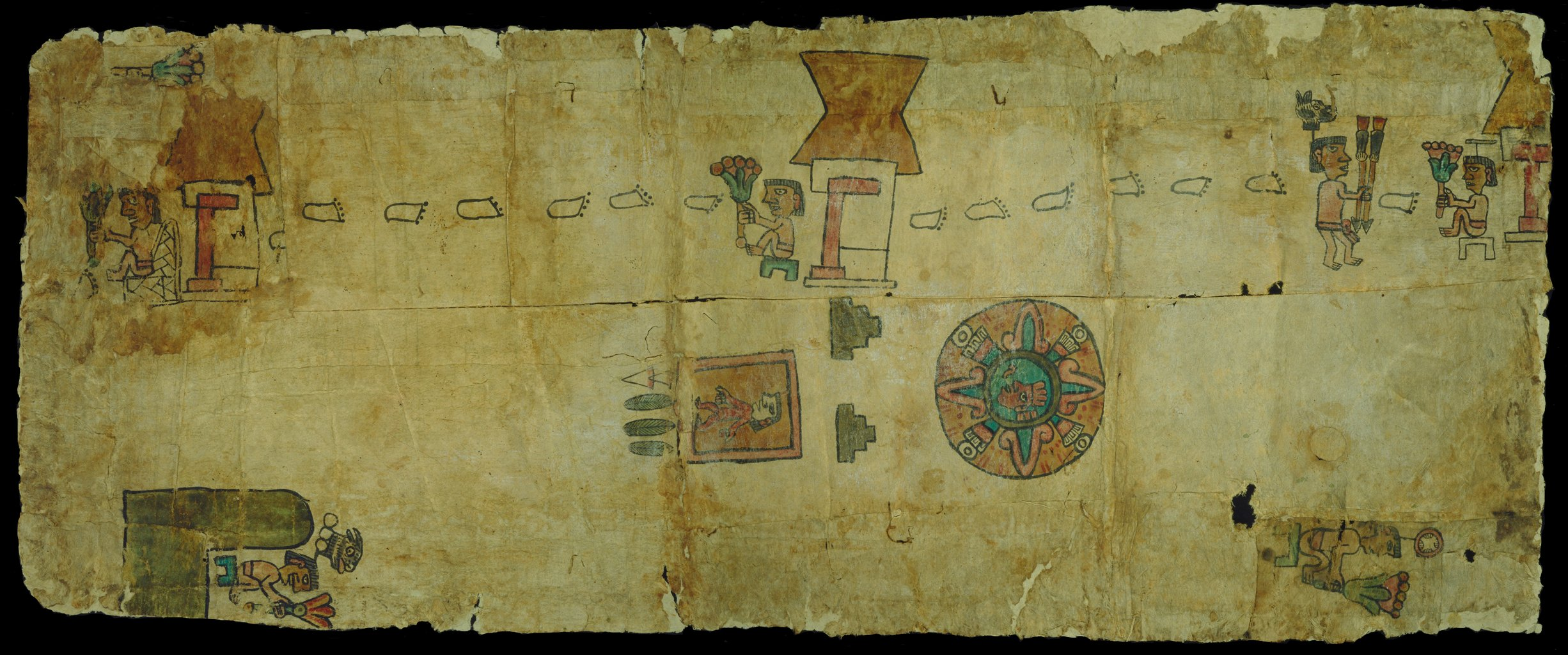
Códice de Huamantla, que cuenta la historia del pueblo otomí.

El primer asentamiento registrado en la zona fue al sur de la ciudad actual. Se convirtió en uno de los trece pueblos que formaron una unión política que duró de 1800 a 1200 a.c. y en su apogeo tuvo una población de unos 3500 habitantes. El pueblo cerca de Huamantla se extendía sobre una superficie de entre tres y cinco hectáreas. El próximo centro regional del poder estaba en un acuerdo que ahora es un sitio arqueológico llamado Los Cerritos de Natividad, al este de Huamantla, cuya influencia se extendió más de catorce comunidades. Esta época se distingue con la construcción de la pirámide y los centros urbanos planificados.
La inmigración otomí, según el códice de Huamantla, en el cerro de Tiltepec, combaten con los otomiés de Atlangatepec, que habían llegado con anterioridad, desarrollando la cultura Tlaxco. Los otomiés cultivaban maíz, chile, frijol, tomate y aguacate. Tenían un especial cuidado con el cultivo del maguey, del que se extraía el líquido para elaborar pulque el cual era consumido en las celebraciones religiosas, además servía para estimularse antes de entrar en combate.

### El Virreinato

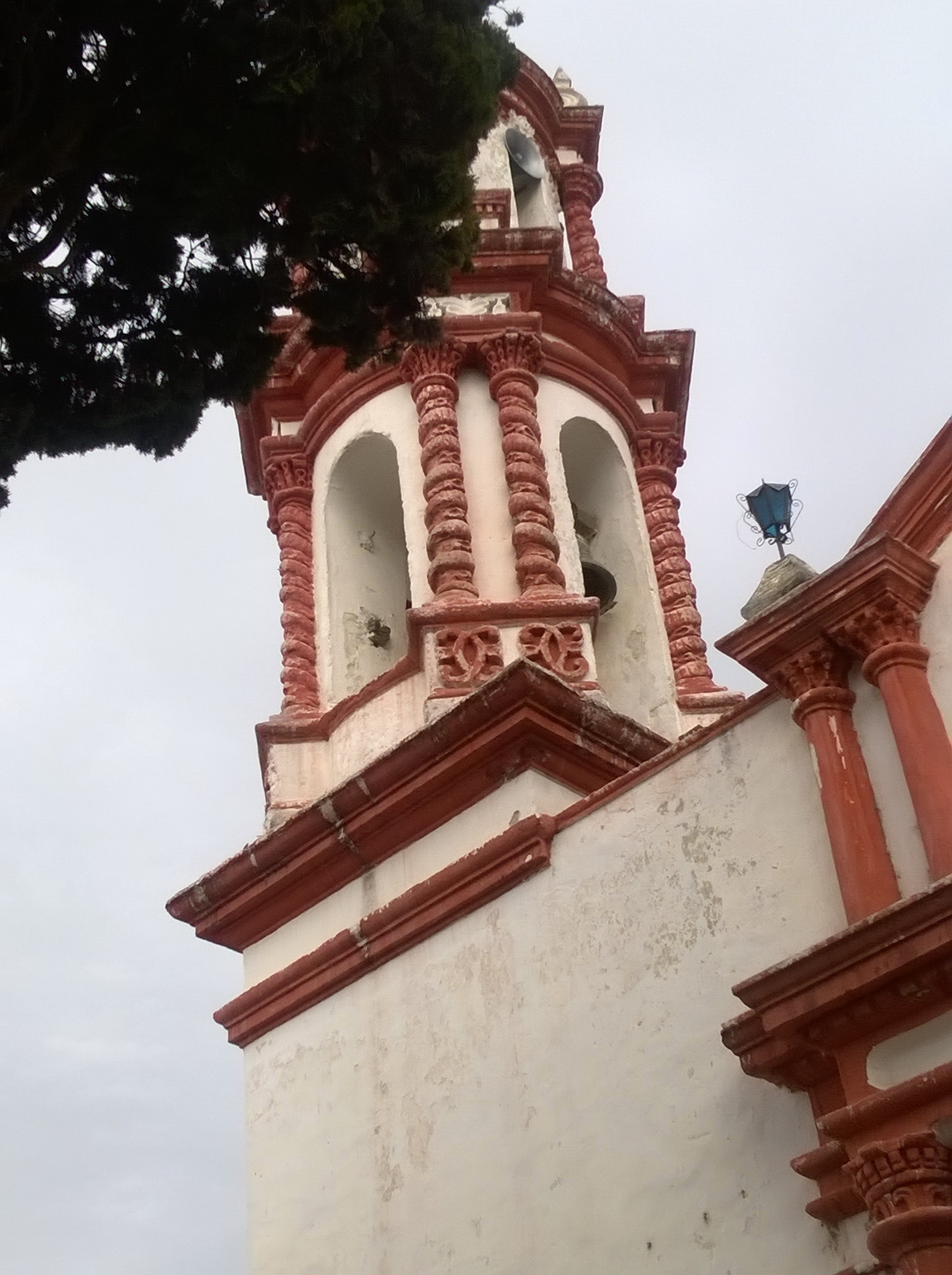
El templo de la Santa Cruz fue la primera parroquia de San Luis Obispo a finales del y trasladada años después a su sitio actual.

Por instrucciones del virrey don Antonio de Mendoza, el gobernador de Tlaxcala, en presencia de los caciques, señaló el lugar para fundar a la ciudad bajo el nombre de San Luis Huamantla, dando posesión de los solares correspondientes a los fundadores nombrados por su majestad. Huamantla por ser parte de la provincia de Tlaxcala, debía ser habitada exclusivamente por tlaxcaltecas y otomíes, de conformidad con la real cédula que en 1535 había otorgado el emperador Carlos V a la embajada tlaxcalteca que había encabezado. Sin embargo, el privilegio y la promesa real sería quebrantada; primero, por el virrey don Antonio de Mendoza, y después sería desconocida por Felipe II, sucesor de Carlos V. El virrey don Antonio de Mendoza otorgó varias mercedes de tierras a españoles entre 1539 y 1543.

### La Independencia

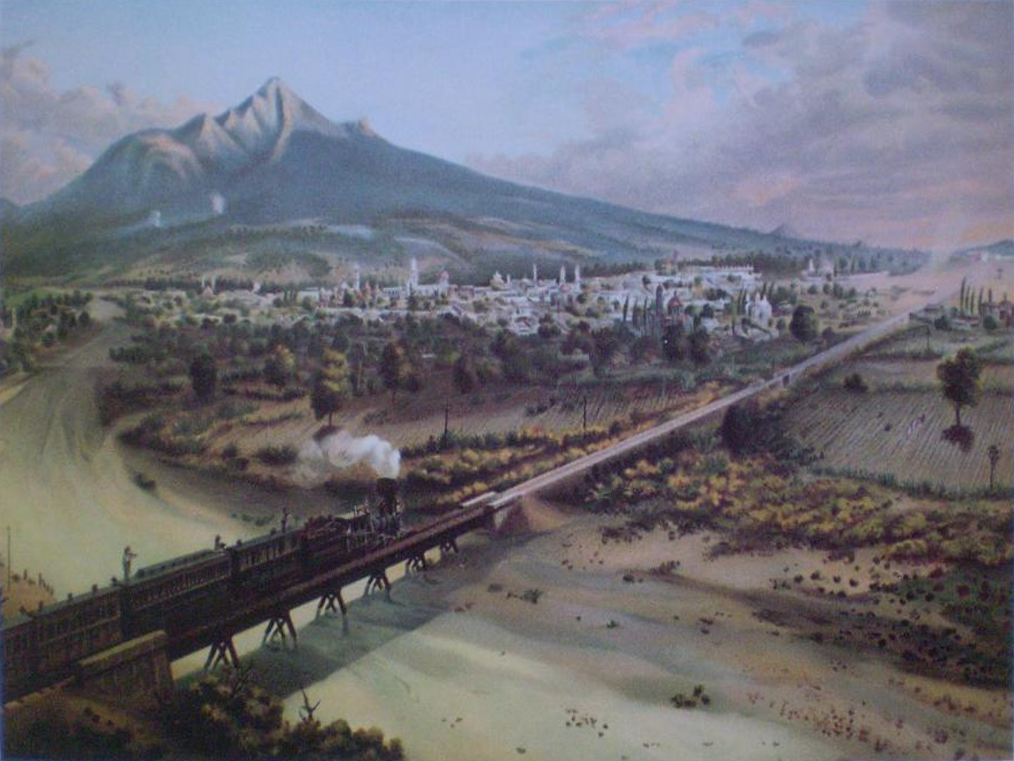
Huamantla hacia 1877.

Para los huamantlecos no fue fácil su participación en las filas insurgentes, porque el centro realista de Puebla sofocaba rápidamente cualquier brote de disidencia. Pese a ello, los ciudadanos de Huamantla se unieron a las filas insurgentes de Vicente Gómez, quien tuvo varios enfrentamientos con el coronel De la Concha en Huamantla, Tlaxco y Calpulalpan. El principal intrigante fue el sacerdote Miguel Valentín, líder de la fracción de la diputación poblana, quien también se desempeñaba como cura de Huamantla. Este advenedizo no dudó en usar el ascendiente religioso que ejercía sobre los notables de Huamantla, arrastrando al propio ayuntamiento hacia sus posiciones anexionistas. Convenció al alcalde y regidores, para que elaboraran y enviaran una representación al Congreso Constituyente, en la que daban su anuencia para la anexión de Tlaxcala a Puebla.

### Batalla de Huamantla

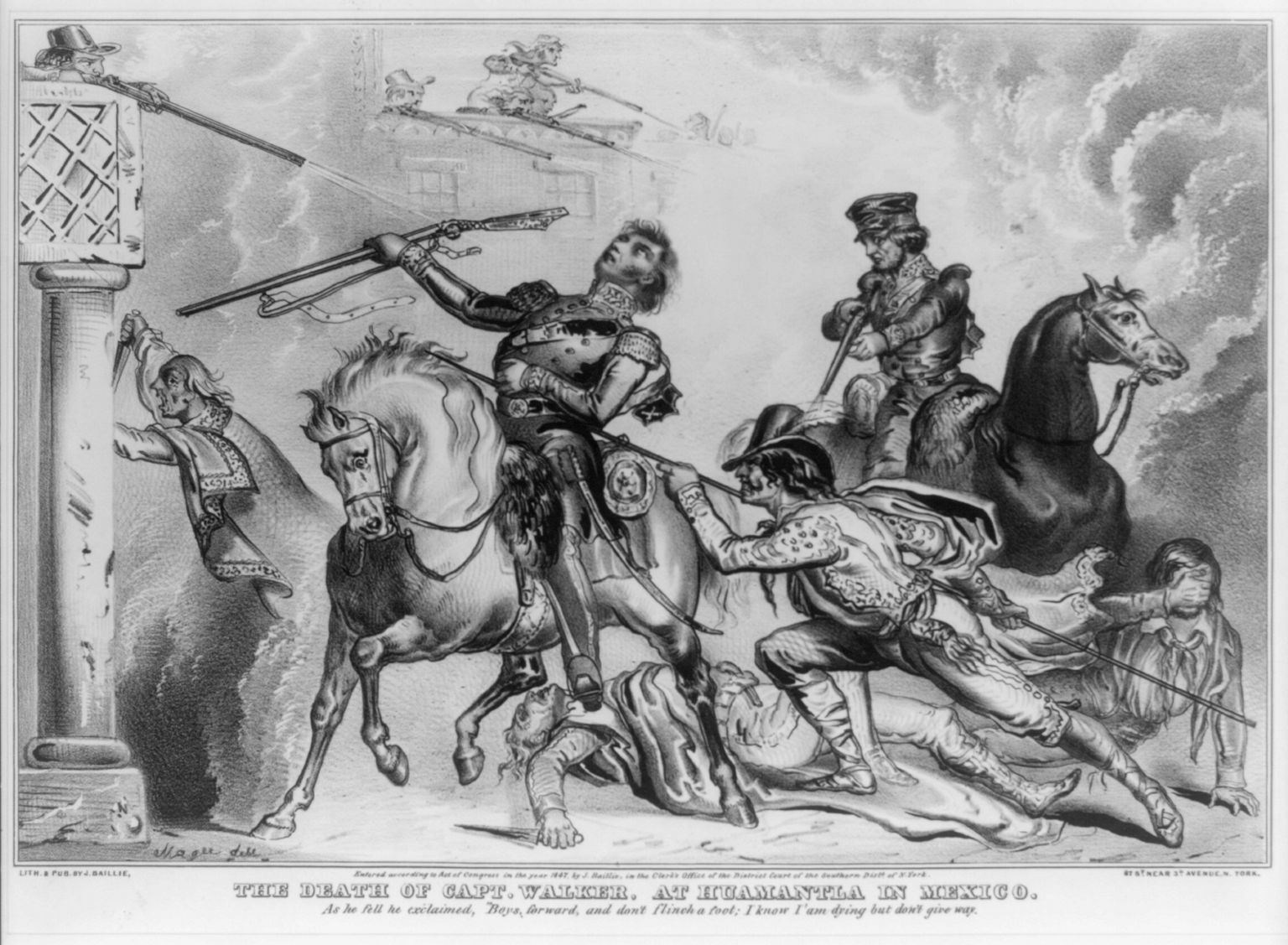
Representación de la muerte del capitán Walker en la Batalla de Huamantla.

La Batalla de Huamantla fue un enfrentamiento armado de la Intervención estadounidense en México que obligó al ejército mexicano a levantar el Sitio de Puebla. 

### La Reforma
Durante la guerra de Reforma, el presidente de los pronunciados Zuloaga, determinó que Tlaxcala volvía a la condición de territorio, declarando a Huamantla capital del estado en 1858, después de 1863 la capital se trasladó de nuevo a la ciudad de Tlaxcala después de la expulsión de los franceses. Durante el resto del siglo, la ciudad creció con la construcción de un ferrocarril, que permitió que las haciendas tuvieran acceso a los mercados de la Ciudad de México, así como los estados de Puebla, Hidalgo y Veracruz.
En 1866 el general Juan N. Méndez nombró al general Antonio Rodríguez Bocardo, gobernador y comandante militar de Tlaxcala, estableciendo la sede política y militar en Huamantla. La ciudad y sus haciendas prestaron los recursos de que disponían para desalojar a las tropas imperialistas.

### La revolución mexicana
Para la revolución mexicana adquirió fusiles para acabar con los focos de la rebelión, disponiendo que el 11 de febrero de 1911 fuerzas federales de Huamantla, Chiautempan y Zacatelco conjuntamente con el primer cuerpo de rurales, batiera a los rebeldes en toda la línea desde San Pablo del Monte hasta terrenos de Huamantla. En los primeros días de julio, la mayoría de los ayuntamientos, —entre ellos el de Huamantla—, presentaron en masa su renuncia, de conformidad con la circular expedida por el ministerio de Gobernación, en la que recomendaba que se complaciera la opinión pública, designando autoridades que procedieran de los grupos revolucionarios. Huamantla estaba dominada por los hacendados cerealeros y ganaderos más importantes del estado. En abril de 1914 ocurre la invasión norteamericana al puerto de Veracruz; Huamantla, de inmediato se puso en actividad organizando bajo la bandera de la Cruz Blanca un hospital de sangre.

### Época Contemporánea
El servicio telefónico se estableció en 1932. Los canales de los medios de comunicación también se establecieron como los periódicos y la radio XEHT, que hizo su primera emisión el 20 de noviembre de 1949. Los primeros vuelos a la ciudad se produjeron en 1953. En 1942 se estableció la planta industrializadora de leche en polvo y crema de la empresaria Ana María Rico y la fábrica de galletas Isabel, sucursal de la de Puebla.

## Geografía

### Localización
Huamantla está ubicada en las siguientes coordenadas 19°18′46″N 97°55′18″O / 19.31278, -97.92167 en la región denominada como el gran llano de Huamantla en el Eje Neovolcánico a 2500 metros sobre el nivel del mar.

#### Distancias
Se encuentra a una distancia de 162 km de la Ciudad de México, 46 km de Tlaxcala, 56 km de Puebla, 233 km del puerto de Veracruz, 214 km de Cuernavaca, 26 km de Apizaco, 61 km de Zacatelco, 85 km de Calpulalpan, 48 km de Tlaxco, 43 km de Chiautempan, 56 km de Vicente Guerrero, 44 km de Libres, 98 km de Atlixco, 506 km de Acapulco, 66 km de Texmelucan, 77 km de Cholula, 145 km de Tehuacán, 83 km de Huejotzingo, 100 km de Zacatlán, 103 km de Teziutlán, 152 km de Orizaba.

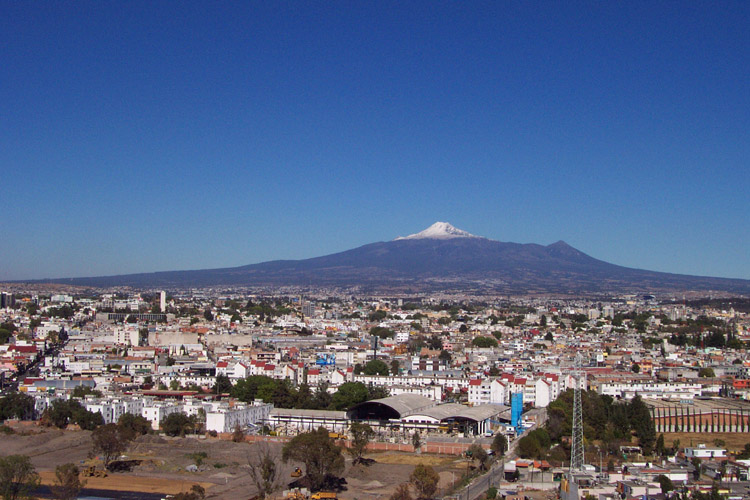
Gran llano de Huamantla

### Extensión
Según la información del Instituto Nacional de Estadística, Geografía e Informática, el municipio de Huamantla tiene una superficie de 340.30 km², de los cuales 30.50 corresponden a la ciudad de Huamantla.

### Hidrografía
Los recursos hidrográficos se conforman básicamente de arroyos con caudal durante la época de lluvias. El arroyo Amomoloc, recorre una distancia aproximada de 3.5 km., en una dirección sur-norte. Existen también las barrancas de Tecoac, Xonemila, San Lucas y Los Pilares, se contabilizan igualmente 62 pozos de los cuales 16 se utilizan para servicio municipal y los restantes para riego.

### Clima
El clima se considera semiseco templado, con régimen de lluvias en los meses de mayo, junio, agosto y septiembre. Los meses más calurosos son marzo, abril y mayo. La dirección de los vientos en general es de suroeste a noroeste, igualmente la temperatura promedio mínima anual registrada es de 5.4 grados centígrados y la máxima es de 23.2 grados centígrados. La precipitación promedio anual se sitúa entre 538mm y 850mm.

## Política

### Municipio de Huamantla

Municipio de Huamantla en el estado de Tlaxcala, según los límites del INEGI.

La ciudad de Huamantla es la cabecera municipal del municipio de Huamantla, uno de los 60 municipios de Tlaxcala, mismo que se encuentra en el oriente del estado y ocupa una superficie total de 354 km².
En el 2010, el municipio tenía una población de 84 979 habitantes, el 61.18% de ellos está en la cabecera municipal y el resto en las localidades de Ignacio Zaragoza, San José Xicohténcatl, Benito Juárez, etc.

### Administración
La autoridad municipal está constituida en un ayuntamiento, integrado por un presidente municipal, alcalde o primer edil, regidores y síndicos.

### Distritos electorales
- Distrito electoral local: pertenece al distrito 10 y 11 ambos con cabecera en Huamantla.[28]

- Distrito electoral federal: pertenece al distrito I con cabecera en Apizaco.[28]

- Distrito judicial: pertenece al distrito Juárez con sede en la ciudad de Huamantla.[29]

## Demografía

### Población
Conforme al Censo de Población y Vivienda 2010 realizado por el Instituto Nacional de Estadística y Geografía (INEGI) con fecha censal del 12 de junio de 2020, La ciudad contaba hasta ese año con un total de 59 871 habitantes, de dicha cifra, 28 600 eran hombres y 31 271 eran mujeres.
| Gráfica de evolución demográfica de Huamantla entre 1900 y 2020 |
| |
| Población de los censos y conteos del Instituto Nacional de Estadística y Geografía (INEGI) de 1900 a 2020. Población según proyecciones estimadas para 2017 por el Consejo Nacional de Población (CONAPO). |

## Servicios públicos

### Educación
Huamantla tenía una población Analfabeta de 3 710 personas mayores de 15 años en el año 2010, por lo que el índice de alfabetización de la ciudad era de 66.80% en este sector de la población, cifra que está por debajo de la media estatal de 90,15%, y de la media nacional que era de 92,8%.

#### Escuelas
Al año 2010, de acuerdo al censo efectuado por el INEGI, se tenían registradas 54 escuelas de nivel preescolar, 55 de nivel primaria, 22 de nivel secundaria y 4 de nivel preparatoria.
La educación superior se ofrece a través de la Universidad Tecnológica de Tlaxcala (UTT), el Instituto Franciscano de Oriente y la Universidad Autónoma de Tlaxcala, en la Facultad de Agrobiología (campus Huamantla) la cual ofrece especialidades como Maestría en Veterinaria y Zootecnia, así como el Centro de Investigación en el Diagnóstico Especializado en Caprinos y Ovinos.

### Transporte

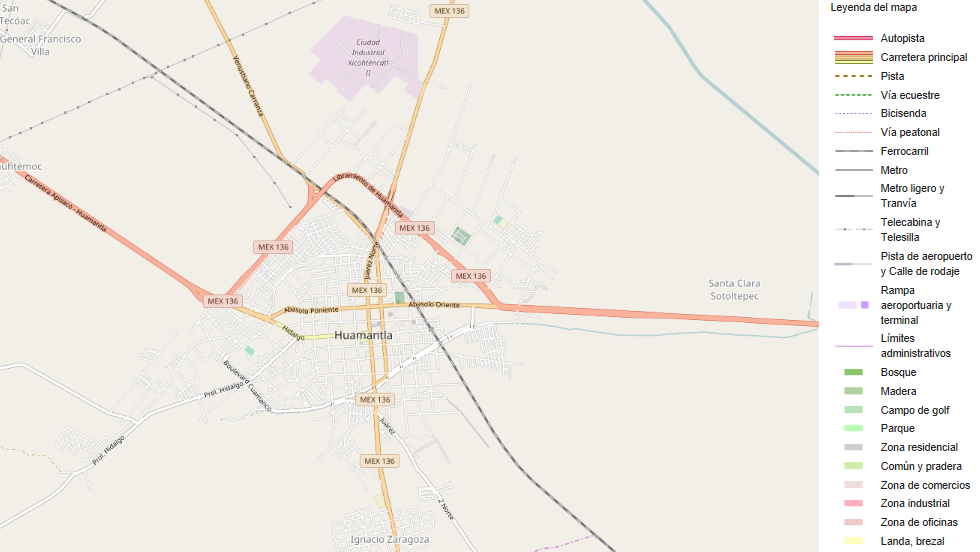
Red vial de Huamantla.

La carretera federal libre 136 Huamantla-La Venta y Huamantla-Terrenate, son las principales vialidades de la ciudad, ya que hace realizar con la ciudad de Apizaco una distribución e intercambio de bienes y servicios. El libramiento de Huamantla facilita el traslado diario de las economías tlaxcaltecas con el Puerto de Veracruz.

### Salud
Durante el censo de 2010 realizado por el Instituto Nacional de Estadística y Geografía (INEGI), se registró una población derechohabiente a servicios de salud de 55 049, de los cuales 11 688 pertenecen al Instituto Mexicano del Seguro Social (IMSS), 3 584 acuden al Instituto de Seguridad y Servicios Sociales de los Trabajadores del Estado (ISSSTE), 39 026 pertenecen a los seguros proporcionados por Petróleos Mexicanos (PEMEX) o la Secretaría de Marina de México (SEMAR), 115 al Seguro Popular y 1 037 acuden a otras instituciones o instituciones privadas de salud.

### Agua y electricidad
Los servicios públicos son agua potable, drenaje y electricidad; la disponibilidad de estos servicios en la ciudad es parcialmente escasa. El servicio de agua potable, drenaje y alcantarillado está a cargo de la Comisión de Agua Potable y Alcantarillado del Municipio de Huamantla (CAPAMH), mientras que la Comisión Federal de Electricidad (CFE) se encarga de la electricidad y alumbrado público.

## Patrimonio cultural

### Pueblo Mágico
El 14 de agosto de 2007 la Secretaría de Turismo (SECTUR) le otorgó el nombramiento de Pueblo Mágico a Huamantla, siendo la localidad trigésimo primera en recibir este título y la primera en el estado de Tlaxcala. Fue reconocida gracias a sus complementos turísticos como la Huamantlada, el Desfile de las Flores, el Festival de las Paellas y Flamenco y la Noche que nadie duerme, entre otros.

### Alfombras

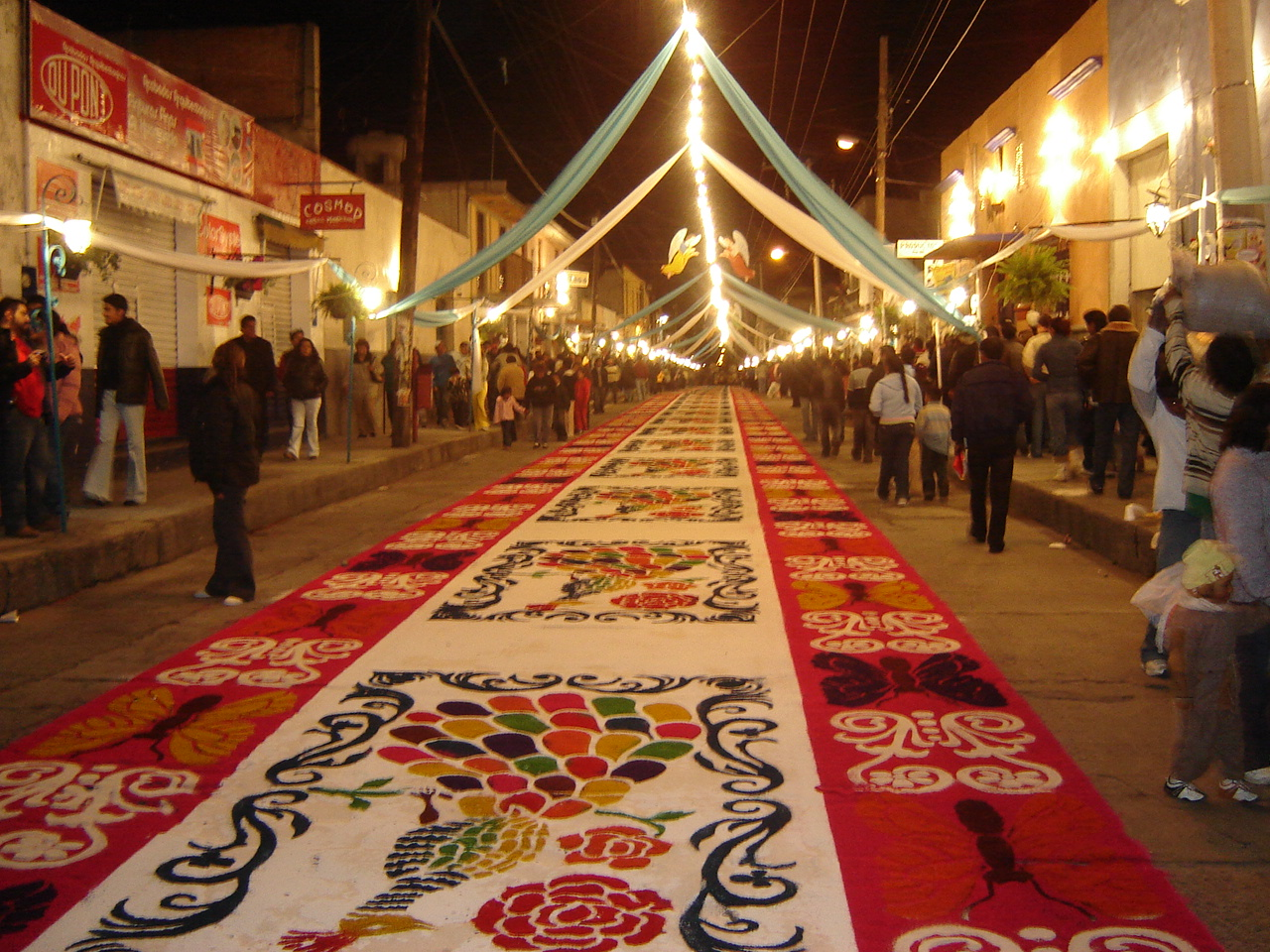
Alfombras en la Noche que nadie duerme.

El 13 de agosto de 2013, en el pleno de la LX Legislatura, el Congreso del estado de Tlaxcala declaró a las alfombras y tapetes de Huamantla, Patrimonio cultural inmaterial, esta tradición lleva realizándose desde hace más de un siglo. Las alfombras son elaboradas con flores, aserrín de colores y semillas en honor a la Virgen de la Caridad en la llamada Noche que nadie duerme que cubre 18 kilómetros de calles de la ciudad.
El 11 de octubre de 2023 la Dirección de Patrimonio Mundial del Instituto Nacional de Antropología e Historia entregó la Constancia de Registro de la "Elaboración de alfombras y tapetes de Huamantla, fiesta y tradición de arte efímero" en el Inventario del Patrimonio Cultural Inmaterial de México.
En marzo de 2024, los embajadores de México, Bélgica, España, Italia y Malta firmaron la nominación conjunta de "La tradición de las alfombras florales" para la Lista Representativa de Patrimonio Cultural Inmaterial de la Unesco, que recibirá fallo a finales de 2025.

### Patrimonio ferrocarrilero
En 2010 el Instituto Nacional de Antropología e Historia (INAH) decretó a las antiguas estaciones ferroviarias de Huamantla como Patrimonio ferrocarrilero. La estación de Tecoac perteneció al antiguo Ferrocarril Interoceánico de México, se encargaba de abastecer de agua a los trenes que transitaban esta ruta. La estación Huamantla estaba a cargo del Ferrocarril Mexicano, fue construida el 27 de noviembre de 1867.

## Turismo

### Basílica de la caridad

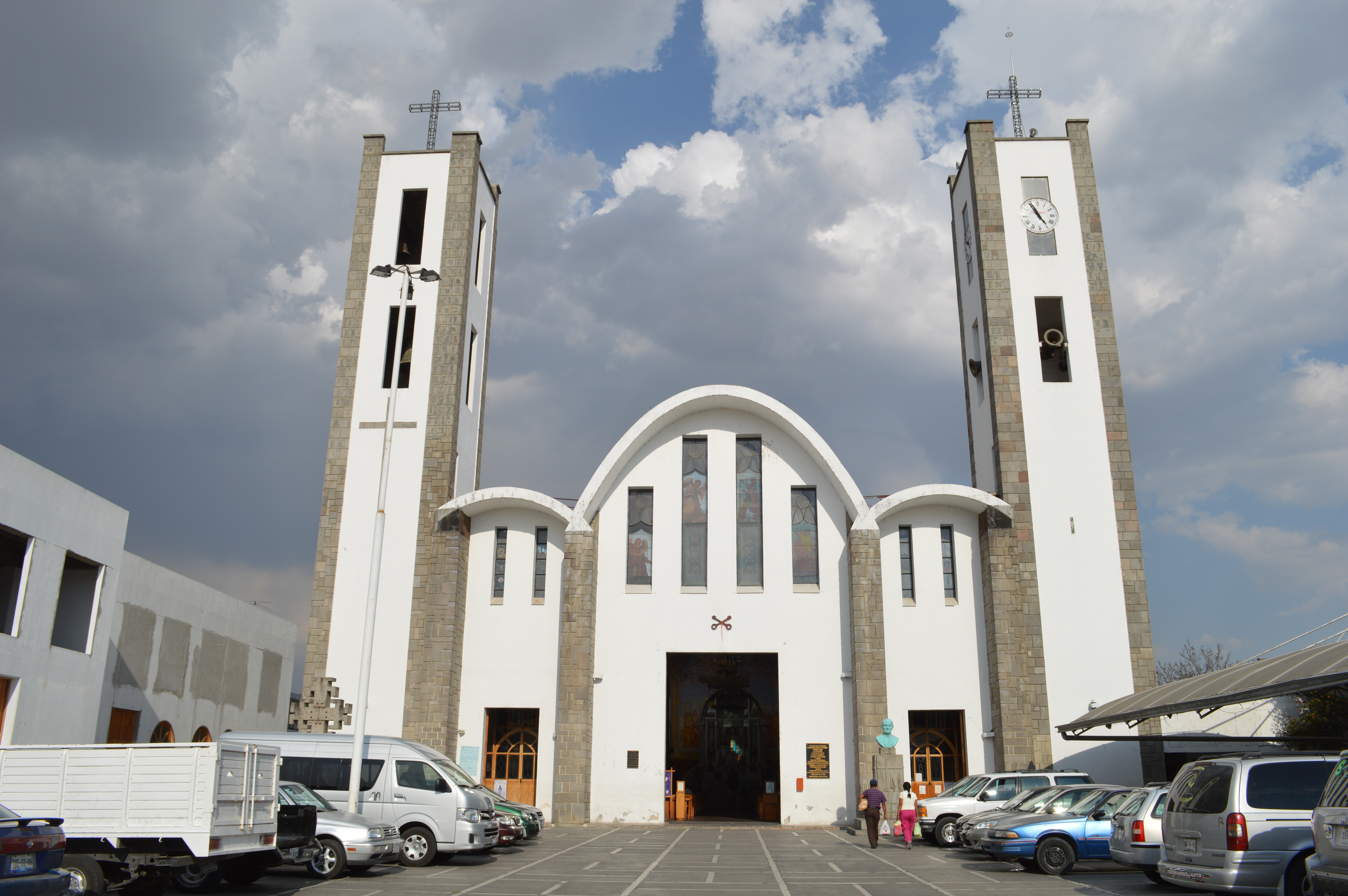
Basílica de Nuestra Señora de la Caridad.

La Basílica de Nuestra Señora de la Caridad es un templo religioso de culto católico, ubicada en la parte central de la ciudad, es venerada del 31 de julio al 31 de agosto.
Originalmente existía un templo de estilo barroco que posteriormente fue demolido para dar paso a la basílica actual, que fue consagrada en 1974. Durante la construcción se encontró el "Códice de Huamantla".

### Convento Francisano de San Luis Obispo de Tollouse
Es un convento franciscano construido en 1585. Parte del conjunto arquitectónico es la capilla abierta de San Luis, consta de cinco arcos de medio punto, sostenidos por columnas toscanas de capitel dórico, con doble crujía. En el interior se aprecia el retablo principal de estilo churrigueresco con relieves antropomorfos. A lo largo de los muros están distribuidos retablos de estilo neoclásico con óleos sobre tela. En el es posible distinguir algunos elementos originales como las columnas toscanas del claustro bajo y las del alto con capitel ornamentado. Como parte del conjunto, se levanta una pequeña construcción conocida como la capilla de la Tercera Orden, cuya portada es sumamente sobria y desprovista de elementos decorativos. En su interior, el sotocoro y coro muestran pinturas antiquísimas al óleo. Destaca el retablo mayor, de estilo barroco y las pinturas en los muros laterales.

### Palacio municipal

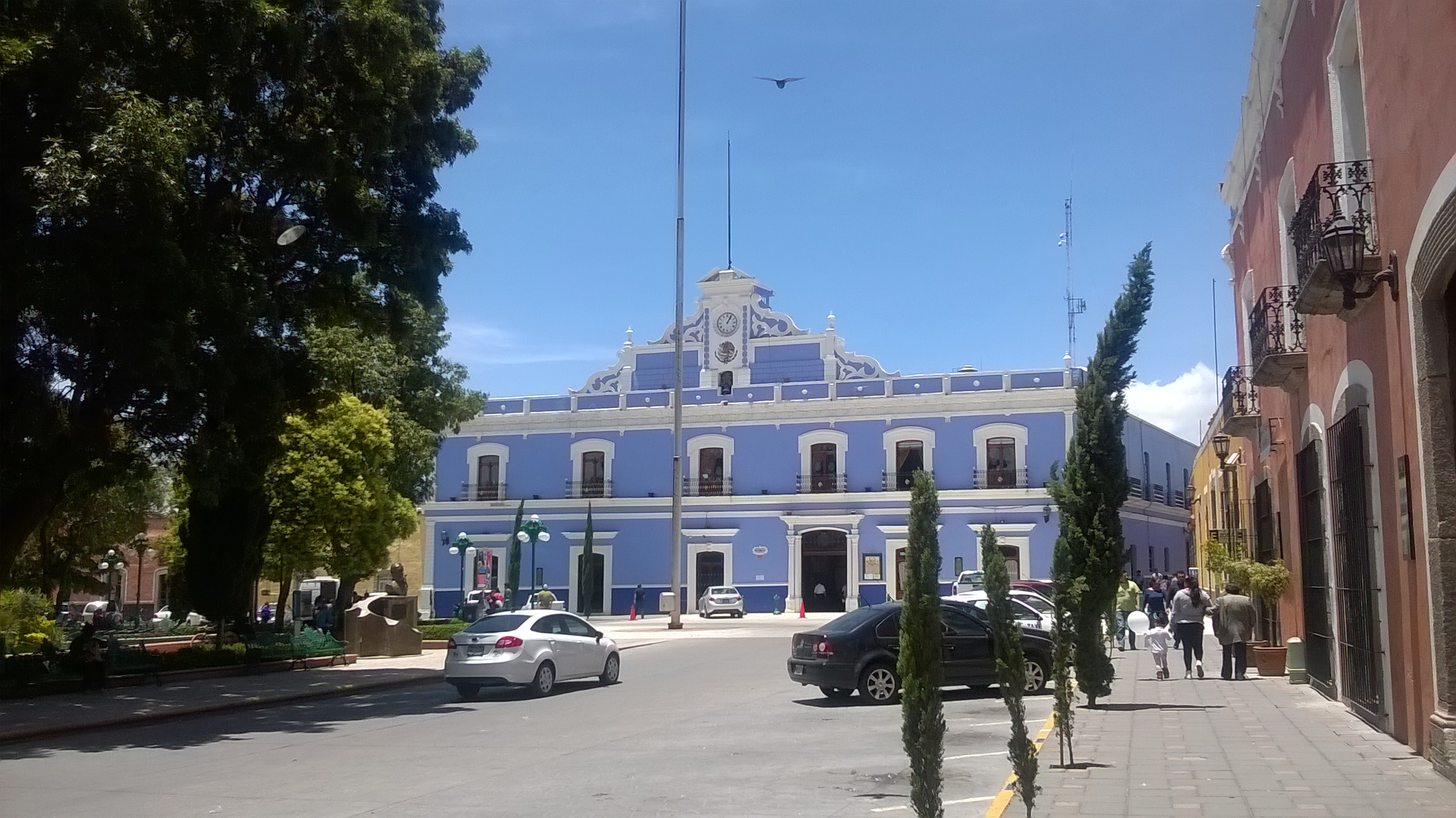
Ayuntamiento de Huamantla.

El palacio municipal contiene en el interior un mural que narra la fundación de la ciudad, realizado por Desiderio Hernández Xochitiotzin, una reproducción en relieve del Códice de Huamantla y una galería donde muestra una serie de fotografías de los presidentes municipales.

### Parroquia de San Luis

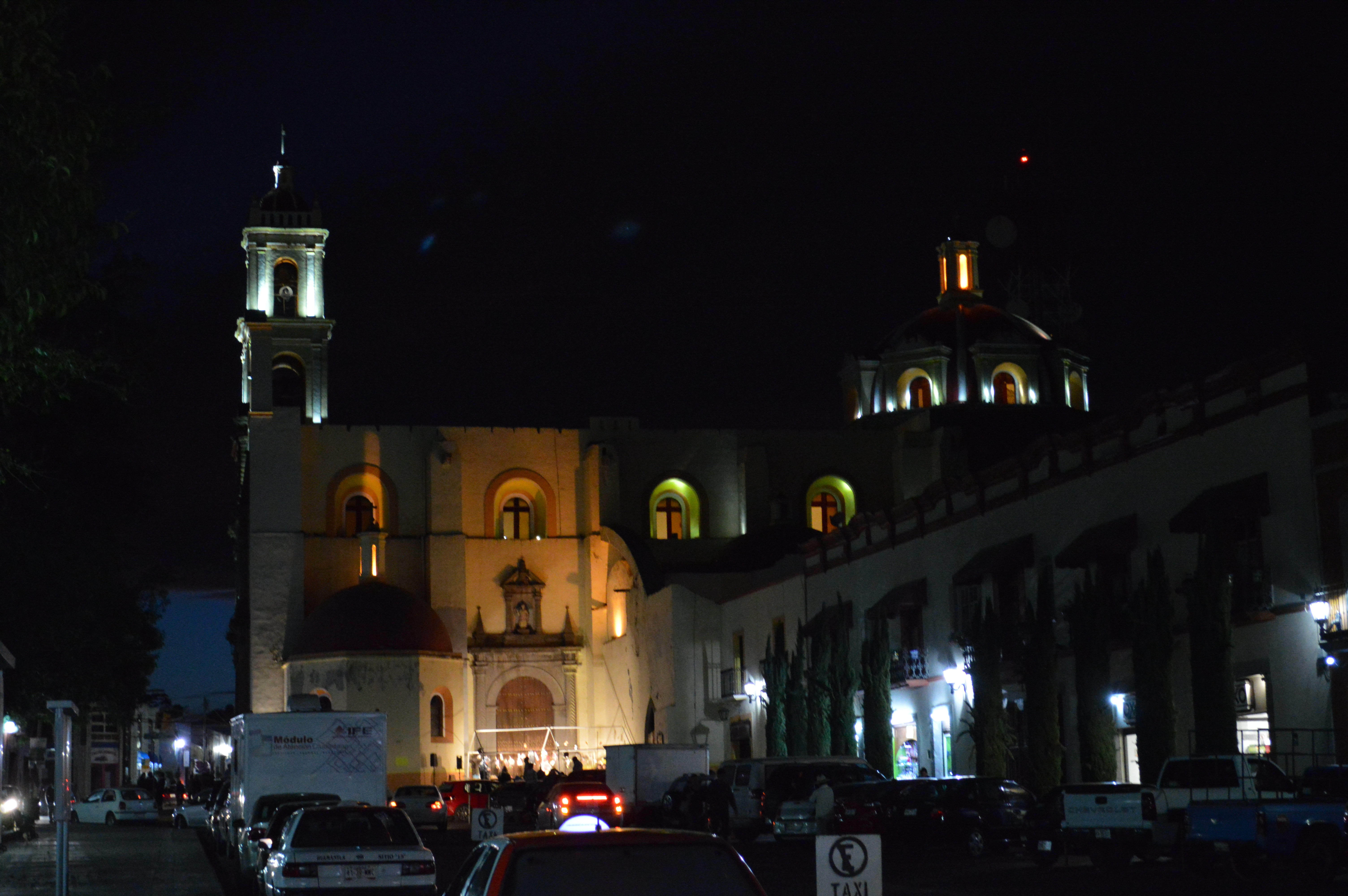
Parroquia de San Luis de Noche.

La Parroquia de San Luis Obispo, data de la época colonial, su fachada está decorada con cantera gris y una serie de nichos ocupados por esculturas realizadas en alabastro, conserva una sola torre y una pequeña espadaña. En el interior se conservan pinturas sobre lienzo con la técnica al óleo, la mayoría de autores son anónimos. Los retablos barrocos están dedicados a la Virgen María y Jesucristo.
Sobresale una pintura con la imagen de la Virgen de Guadalupe, cuya autoría se le atribuye al pintor Miguel Cabrera quien fue fundador de la academia de pintura mexicana "Sor Juana Inés de la Cruz".

### Tranvía Turístico

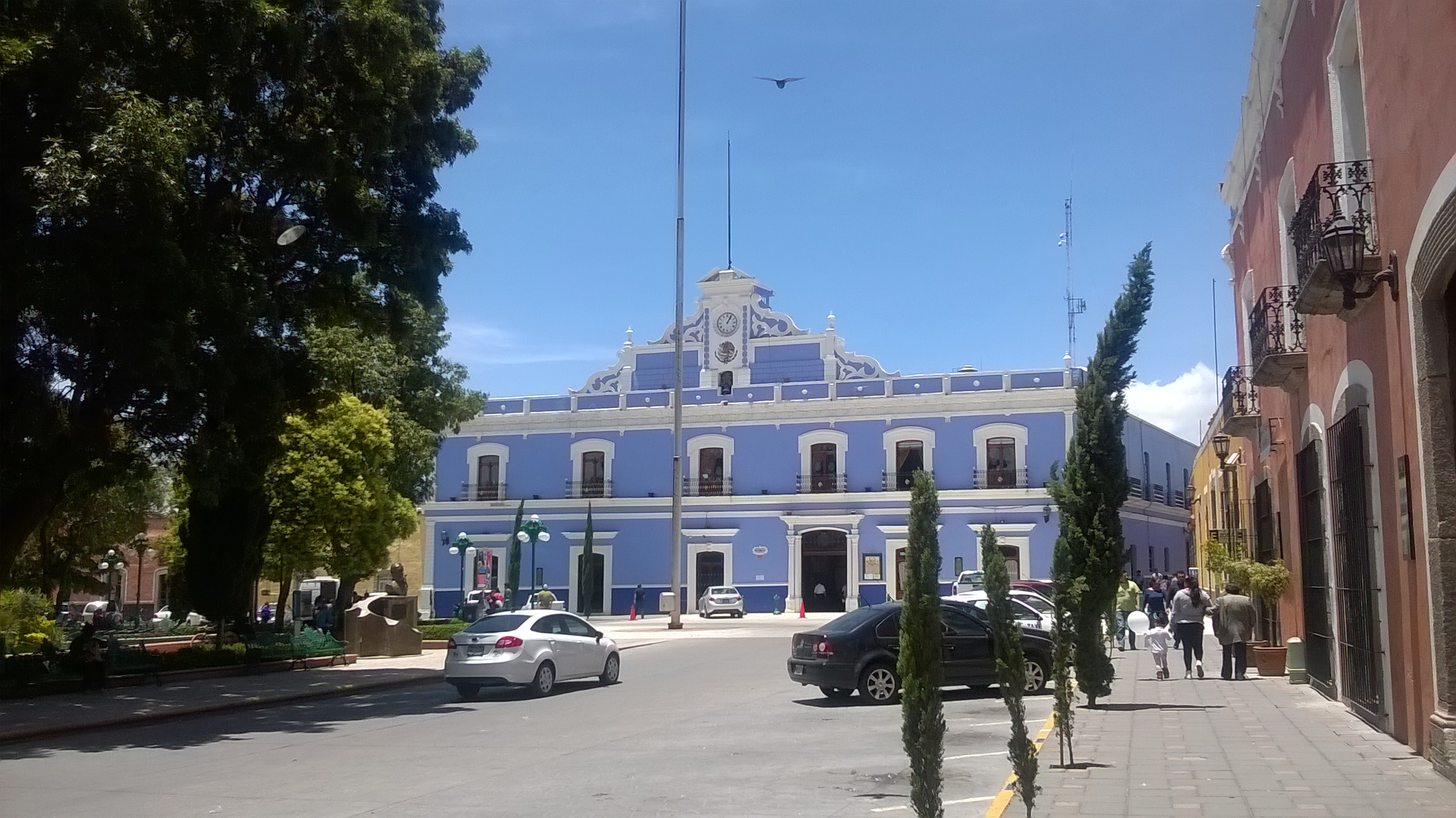
Ayuntamiento de Huamantla.

El pueblo mágico de Huamantla cuenta con un tranvía turístico donde en espacio de aproximadamente 2 horas se pueden conocer los principales atractivos turístico de la ciudad. Se pasa frente a los principales puntos turístico de la ciudad como el Convento Franciscano, Hacienda Soltepec, Templo de El Calvario, Esquina de la Calavera (la versión Huamantleca de Romeo y Julieta), entre otros.

### Haciendas

#### Santa Bárbara
Su construcción data de los siglos XVIII y XIX. La fachada principal es de aplanado blanco, tiene muros construidos en piedra, adobe y tabique, las cubiertas de la hacienda son de viguería de madera con solera, la forma de las cubiertas es plana, la construcción es de un solo nivel y sus muros son de un espesor de 70 cm., el régimen de propiedad es privado.

#### La Compañía
Se construyó en cuatro épocas, siglo XVII, XVIII, XIX y el porfiriato. La fachada principal de esta hacienda es aplanado de color amarillo, los muros se construyeron con piedra y adobe, los entrepisos están hechos de viguería de madera con tejamanil, así como también las cubiertas, la forma del entrepiso y la cubierta es plana, esta construcción cuenta con 2 niveles, el ancho de los muros es de 70 cm. La hacienda contaba con troje, tinacal, macheros, establo, capilla, calpanerías, casa del hacendado y corrales, esta hacienda se construyó en un valle. Se localiza sobre la carretera Huamantla-Nicolás Bravo, por el kilómetro 2.8 en la localidad de La Compañía.

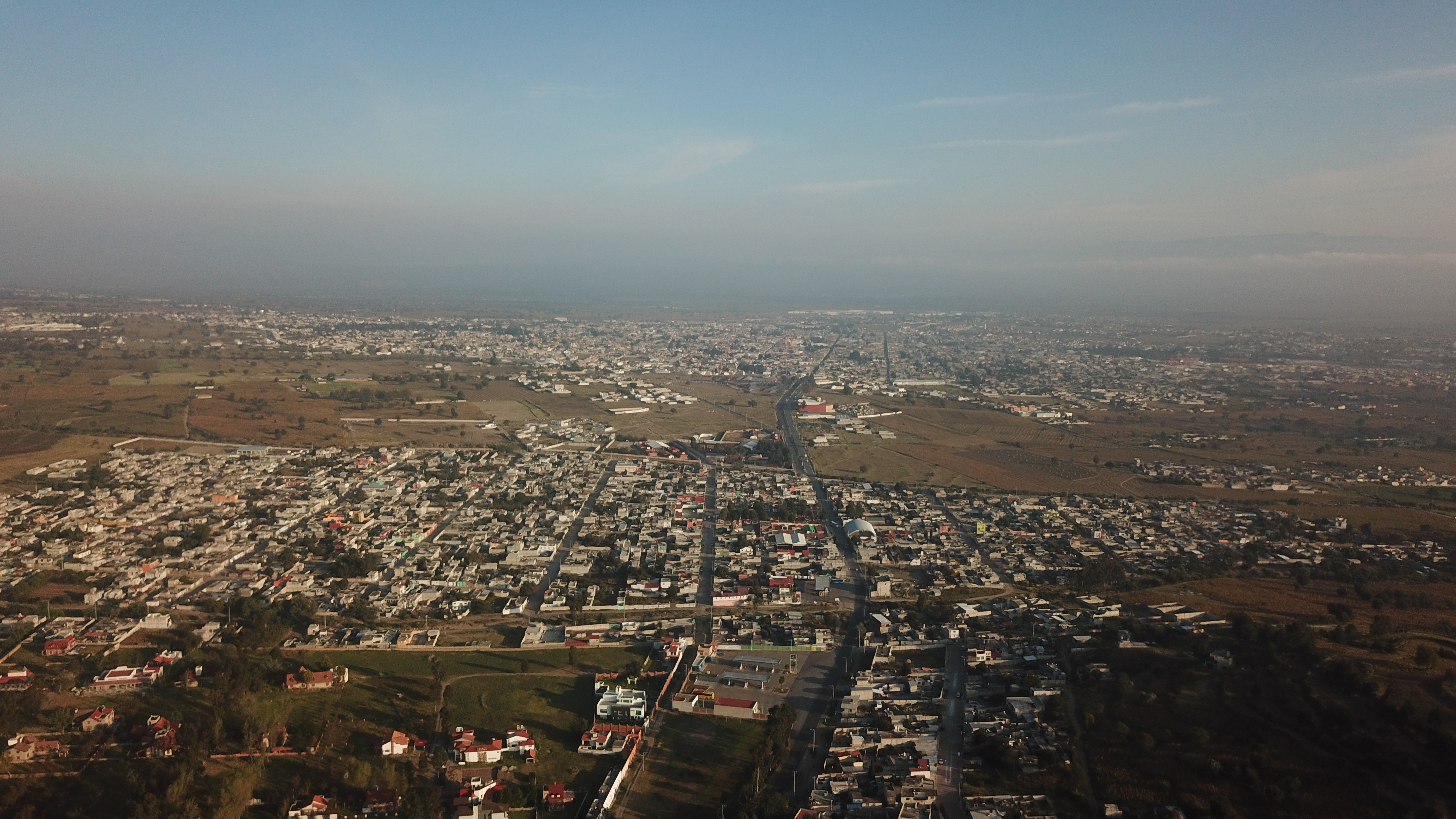
Huamantla vista desde Soltepec en 2022

#### San Francisco Soltepec

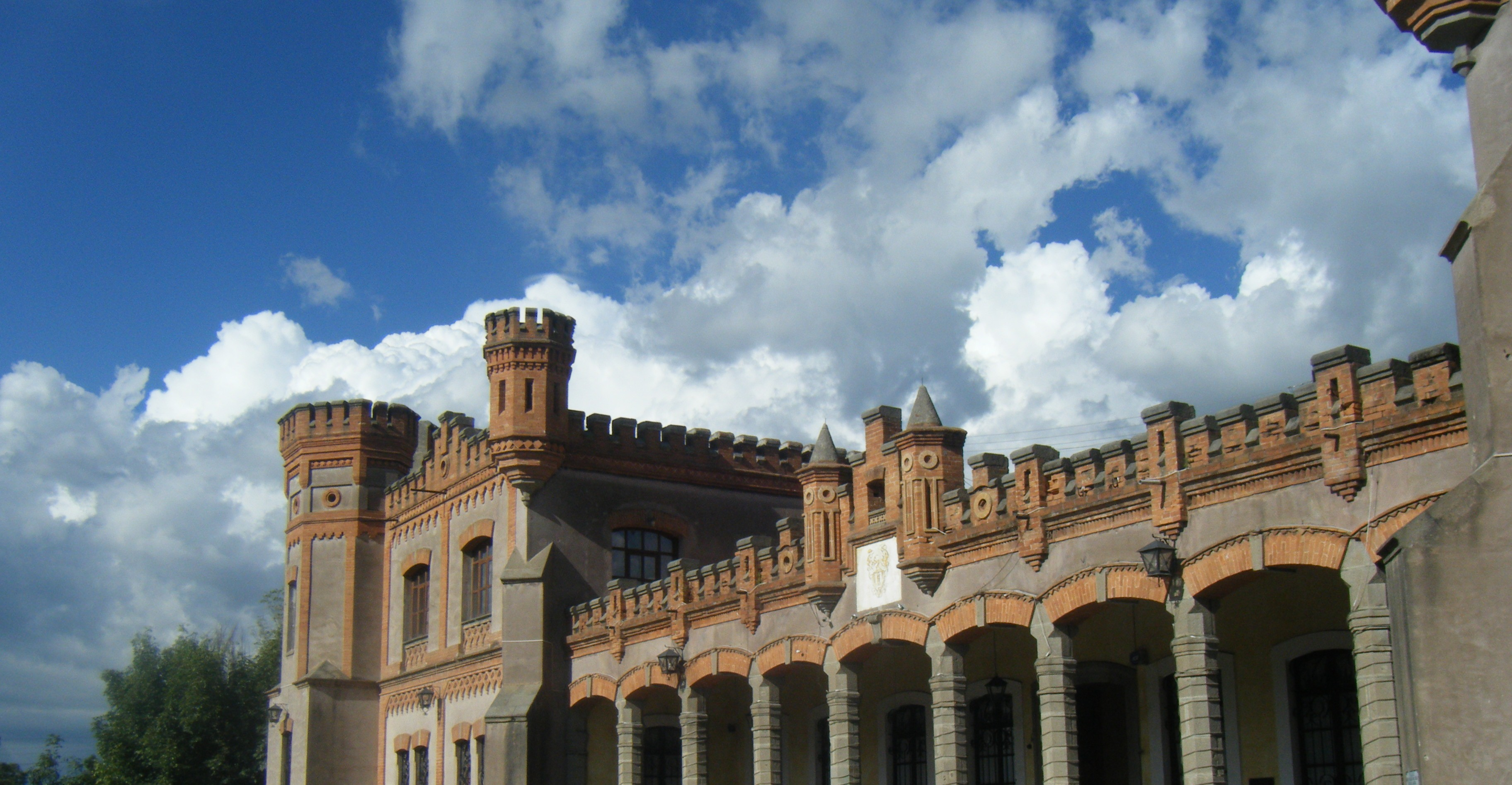
Hacienda Soltepec.

La época de su construcción data de los siglos XVIII, XIX, el porfiriato y XX. La hacienda fue restaurada, actualmente su infraestructura se usa como restaurante bar, está ubicado en la casa principal. Su fachada principal es de forma plana, color amarillo, sus muros están hechos de piedra y adobe, su cubierta es plana y está hecha en viguería de madera con tejamanil, es de un solo nivel y sus muros tienen un espesor de 70 cm. Fachada de la exhacienda de Soltepec. Contaba con una troje, tinacal, machero, establo, capilla, calpanerías, casa del hacendado y corrales. El principal tipo de producción era agrícola, ganadera y pulquera.

#### Guadalupe
Construida durante el porfiriato. Los muros de esta hacienda se elaboraron con material de piedra, la cubierta se elaboró con adobe y ladrillo, la forma de la cubierta es plana, es de un solo nivel y sus muros tienen un espesor de 70 cm. La hacienda contaba con una troje, machero, establo, capilla, calpanerías, casa del hacendado y corrales. Estas instalaciones se construyeron sobre un valle, se localiza por el camino de terracería Huamantla a Guadalupe de sur a norte en el kilómetro 4.

## Cultura

### Centro histórico

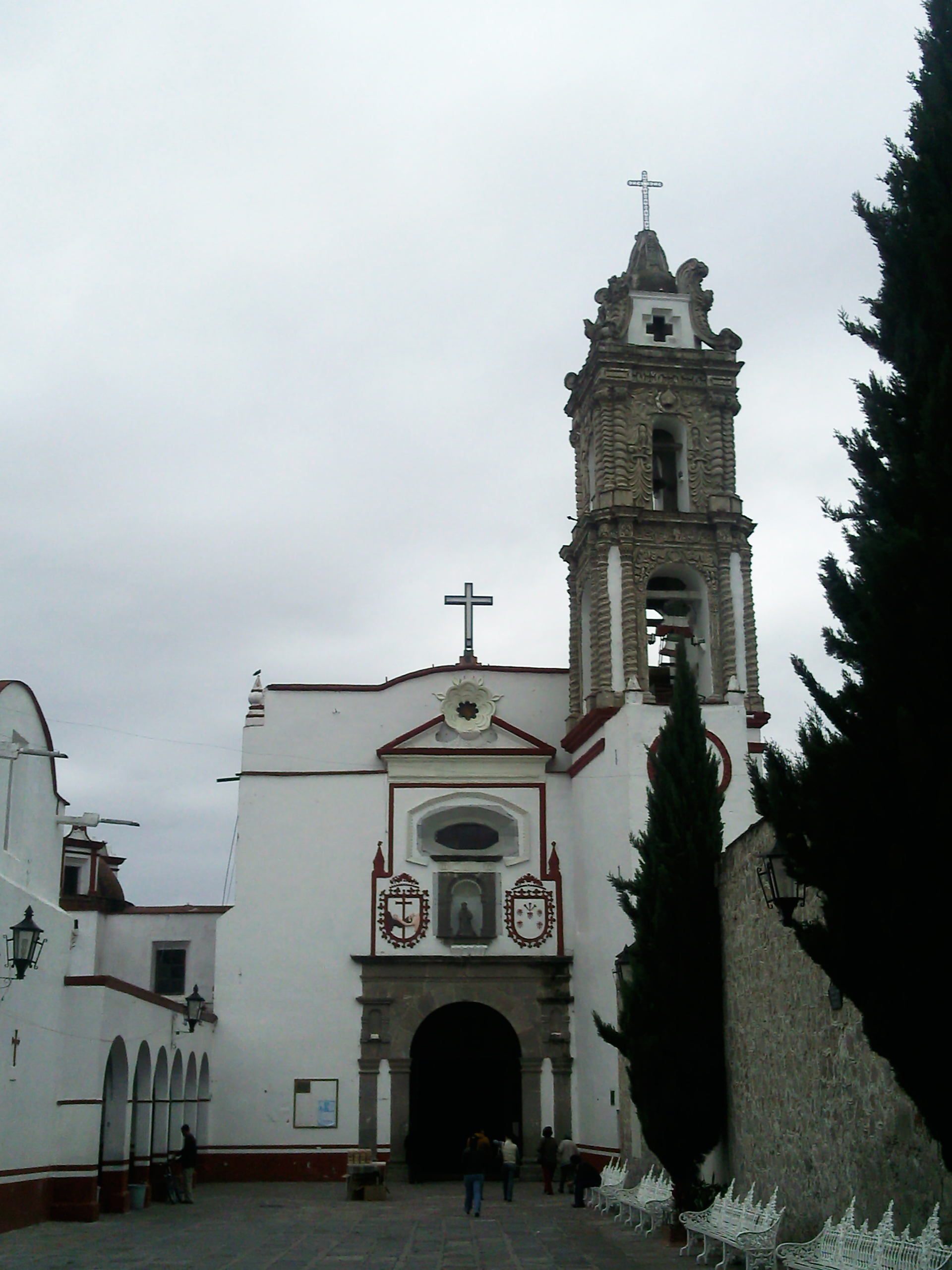
Templo de San Francisco.

El centro histórico de Huamantla simplemente llamado «El Centro» es la zona de monumentos históricos de la ciudad, donde se encuentran edificaciones de estilo colonial abarcando una área de 1.68 kilómetros cuadrados formada por ochenta y seis manzanas que comprenden alrededor de 267 edificios construidos entre los siglos XVI al XIX.
La zona de monumentos históricos de Huamantla fue decretada y aprobada por el expresidente Miguel de la Madrid el 25 de octubre de 1984 y puesta en vigor de acuerdo a su publicación en el Diario Oficial de la Federación el 12 de noviembre de 1984.

### Casa de la Cultura

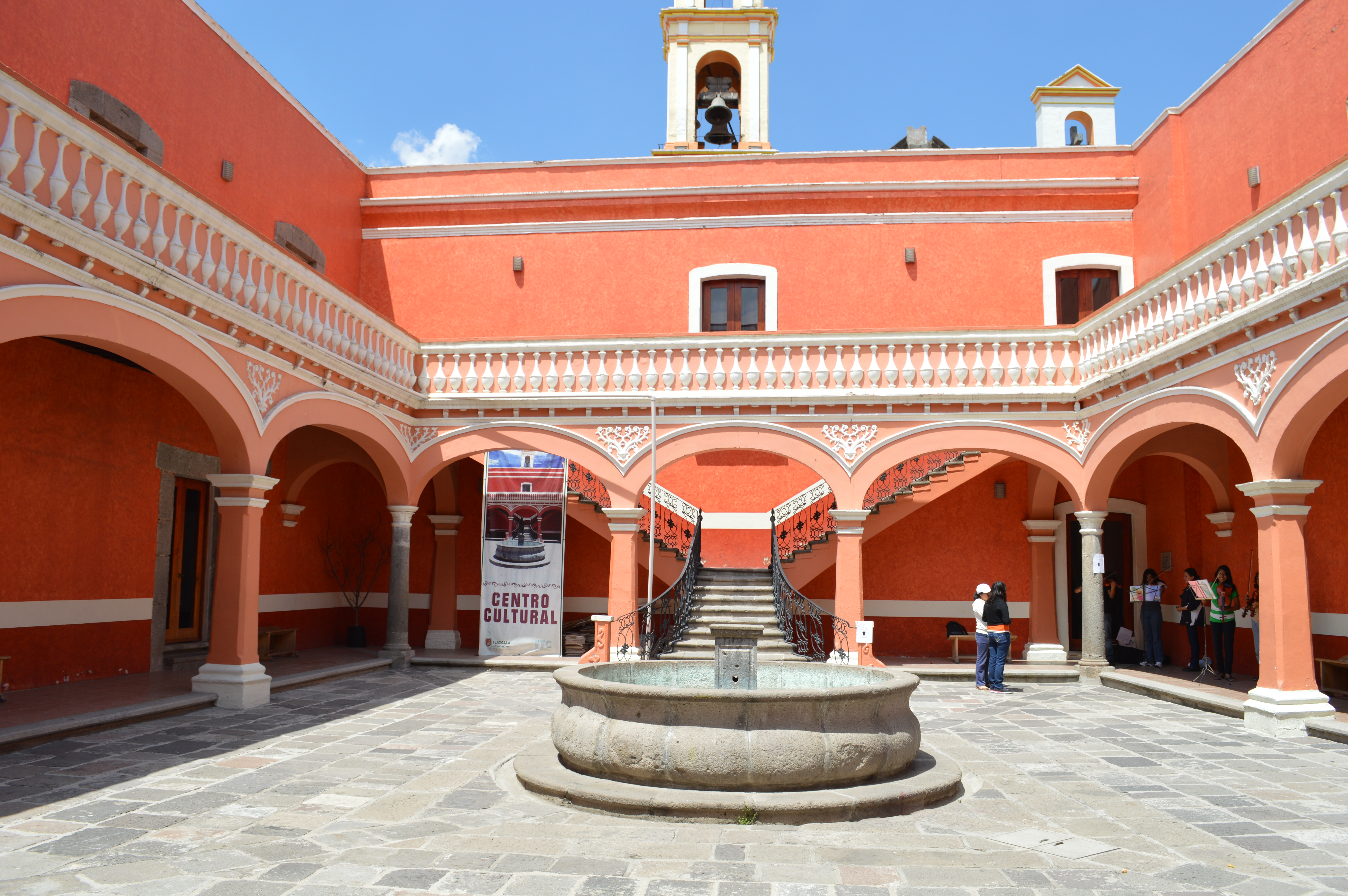
Casa de la cultura

La Casa de la Cultura fue construida entre los siglos XVIII y XIX, posteriormente fue el colegio Juana de Arco. En 1987, fue reparada por del Gobierno del Estado de Tlaxcala, actualmente alberga el Centro Cultural Huamantla, el cual se compone de ocho salas en las que se imparten talleres diversos y exposiciones temporales.

### Bibliotecas
Huamantla cuenta con 16 bibliotecas públicas, entre las que destacan la biblioteca pública municipal Trinidad Sánchez Santos, la biblioteca pública municipal Benito Juárez, la biblioteca pública municipal Antonio López Ramírez y la biblioteca pública municipal de Xicohténcatl.

### Museos
La ciudad cuenta con 4 museos: el Museo de la Ciudad de Huamantla, el Museo Taurino de Huamantla, el Museo del Pulque y el Museo Nacional del Títere.

#### Museo taurino

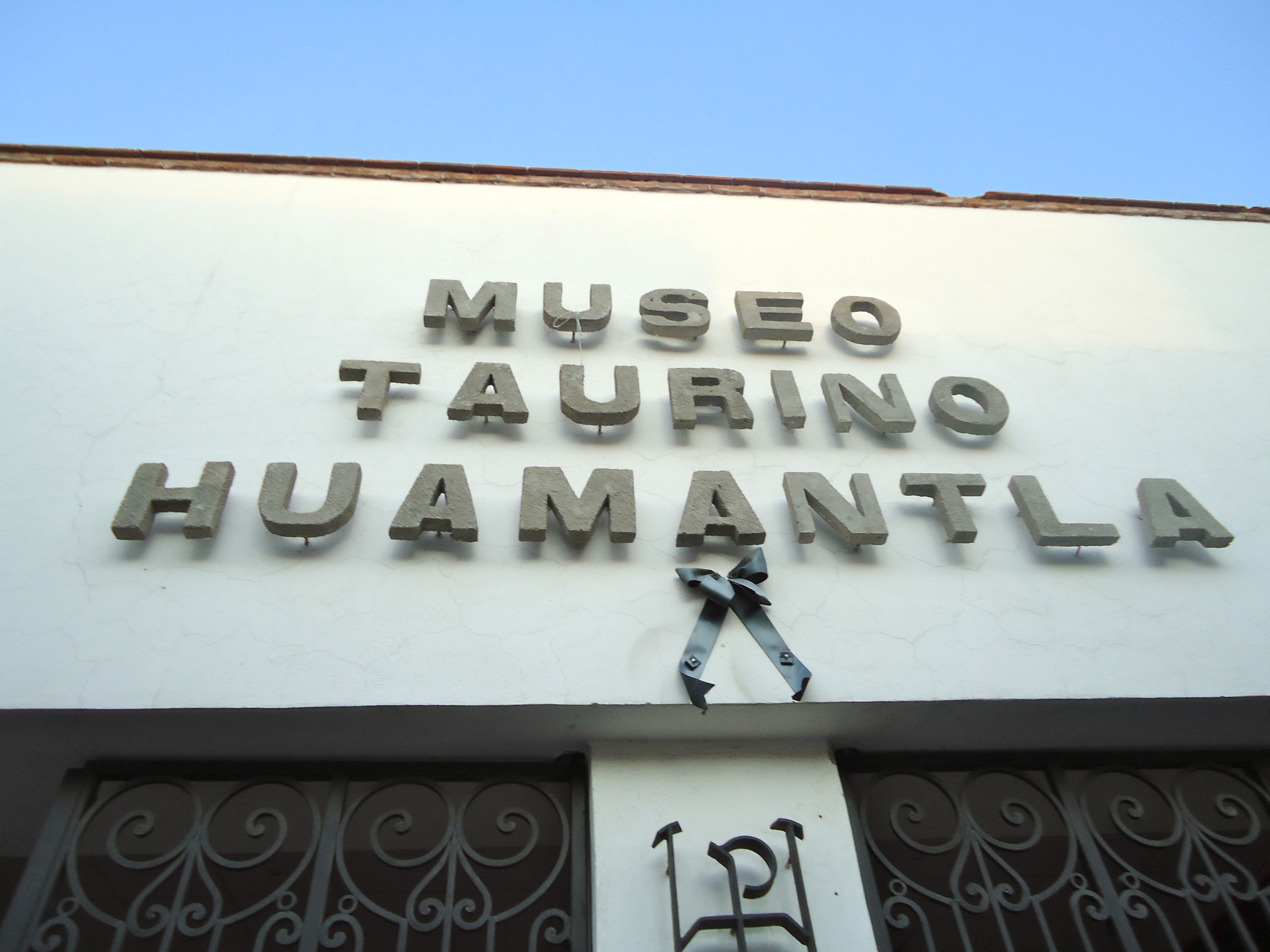
Museo Taurino.

El Museo Taurino de Huamantla muestra en maquetas las principales plazas de toros del país y la historia de la tauromaquia en esta localidad, además de carteles del siglo pasado, suntuosos trajes de luces, muletas, capotes, banderillas y notas periodísticas de toreros de Tlaxcala.

#### Museo nacional del títere

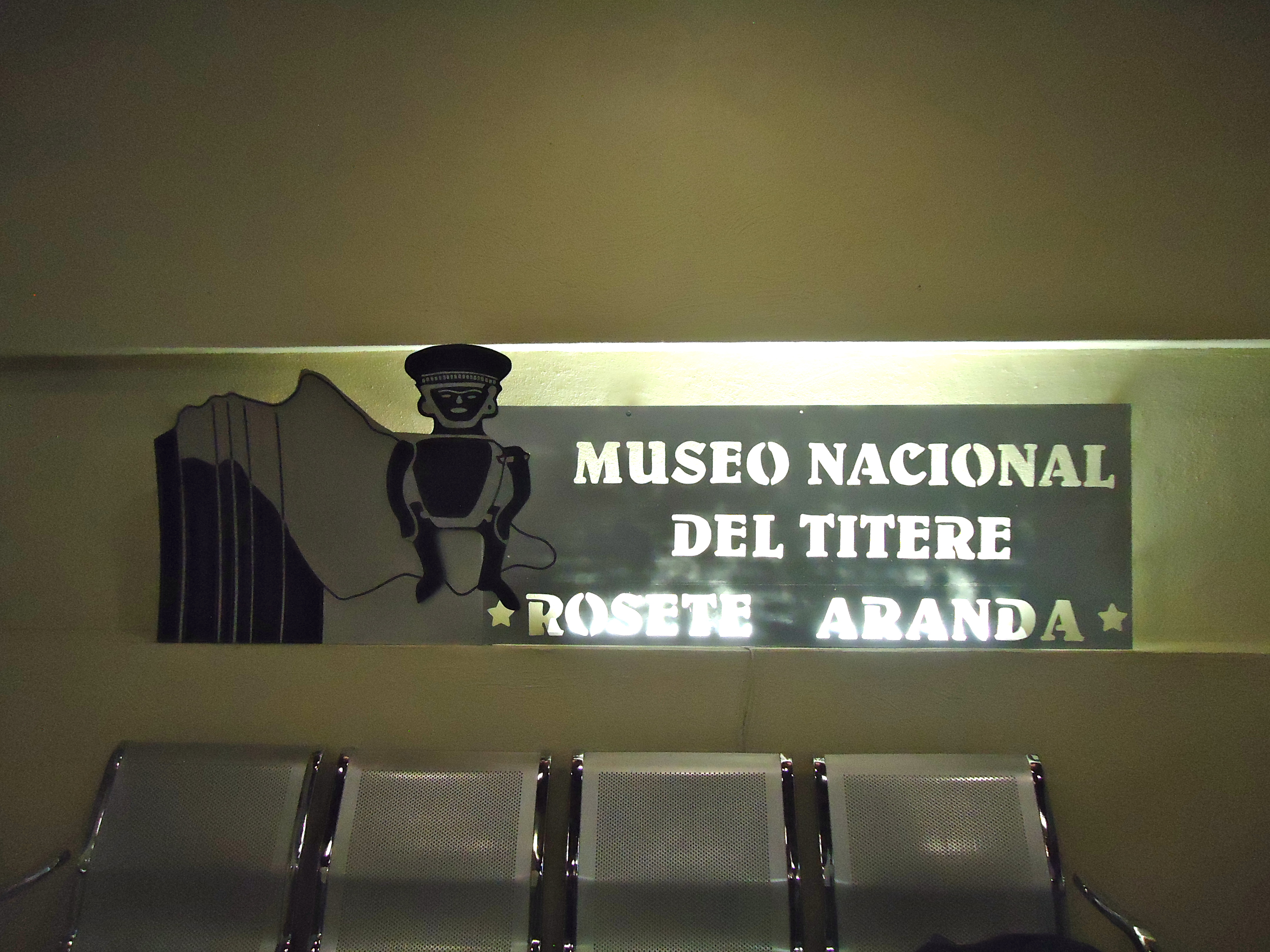
Museo Nacional del Títere

El Museo Nacional del Títere (MUNATI) está dividido en ocho salas: la primera muestra algunos ejemplares de la India, Indonesia, y el sureste de Asia, de los llamados Wayang Kulit, Wayang Golek y Wayang Klutik. La segunda sala está dedicada a los títeres de occidente, sobresaliendo el neuro pastas de Grecia, el maccus de Roma, el punch y judy de Inglaterra, además se aprecia un mapa donde se señalan los países que tienen antecedentes de títeres.
La sala tres exhibe algunas piezas articuladas de origen prehispánico encontradas en las zonas arqueológicas de Cacaxtla y Xochitécatl. La sala cuatro tiene una valiosa colección de títeres de la primera época de la compañía "Rosete Aranda", que tuvo sus orígenes en esta ciudad en 1835. La segunda época de la compañía se muestra en la sala cinco, que va desde la adquisición de la compañía por Carlos Espinal, incursionando así los títeres Rosete Aranda en el cine y la televisión, dando en 1958 su última función.
La sala seis presenta la época de oro del teatro guiñol mexicano de 1932 destacando titiriteros como Germán y Lola Cueto, Angelina Beloff y Roberto Lago, entre otros, dando origen a grupos como el Nahuátl, Rin Rin y Comino. La sala siete tiene ejemplares de hilo y de guante, creados y donados por Donald Cordry de Estados Unidos. En la sala ocho se exhiben ejemplares del norte de España y sur de Francia, que representan los carnavales de la región Vasca.

#### Museo de la Ciudad
El Museo de la Ciudad de Huamantla, fue fundado el 18 de octubre de 2001, cuenta con una sala donde se exhibe el patrimonio histórico y cultural del municipio, así como los periodos prehispánicos, colonial, el siglo XIX y la época contemporánea. Además expone piezas arqueológicas, aparatos tecnológicos de los siglos XIX y XX, telescopios, obras de arte religioso, medallas y trofeos deportivos, biografías y fotografías de personajes ilustres, instrumentos musicales, armas, bordados y gobelinos.

#### Museo del Pulque
El Museo del Pulque se localiza al lado de la Hacienda de San Francisco Soltepec donde se acondicionó un tinacal de la hacienda donde se pueden apreciar todos los elementos para la elaboración de la bebida de los dioses, el pulque. Aquí podrán recibir una degustación de la bebida al igual que una explicación de cómo se crea.

### Plaza de toros

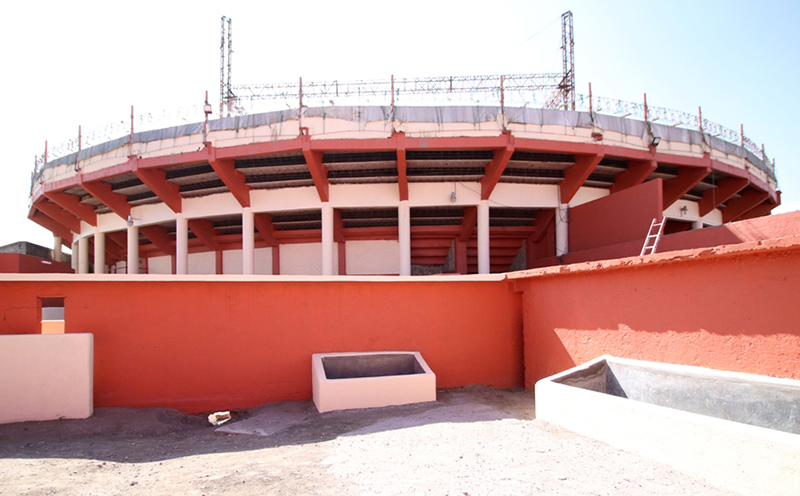
Plaza de toros La Taurina

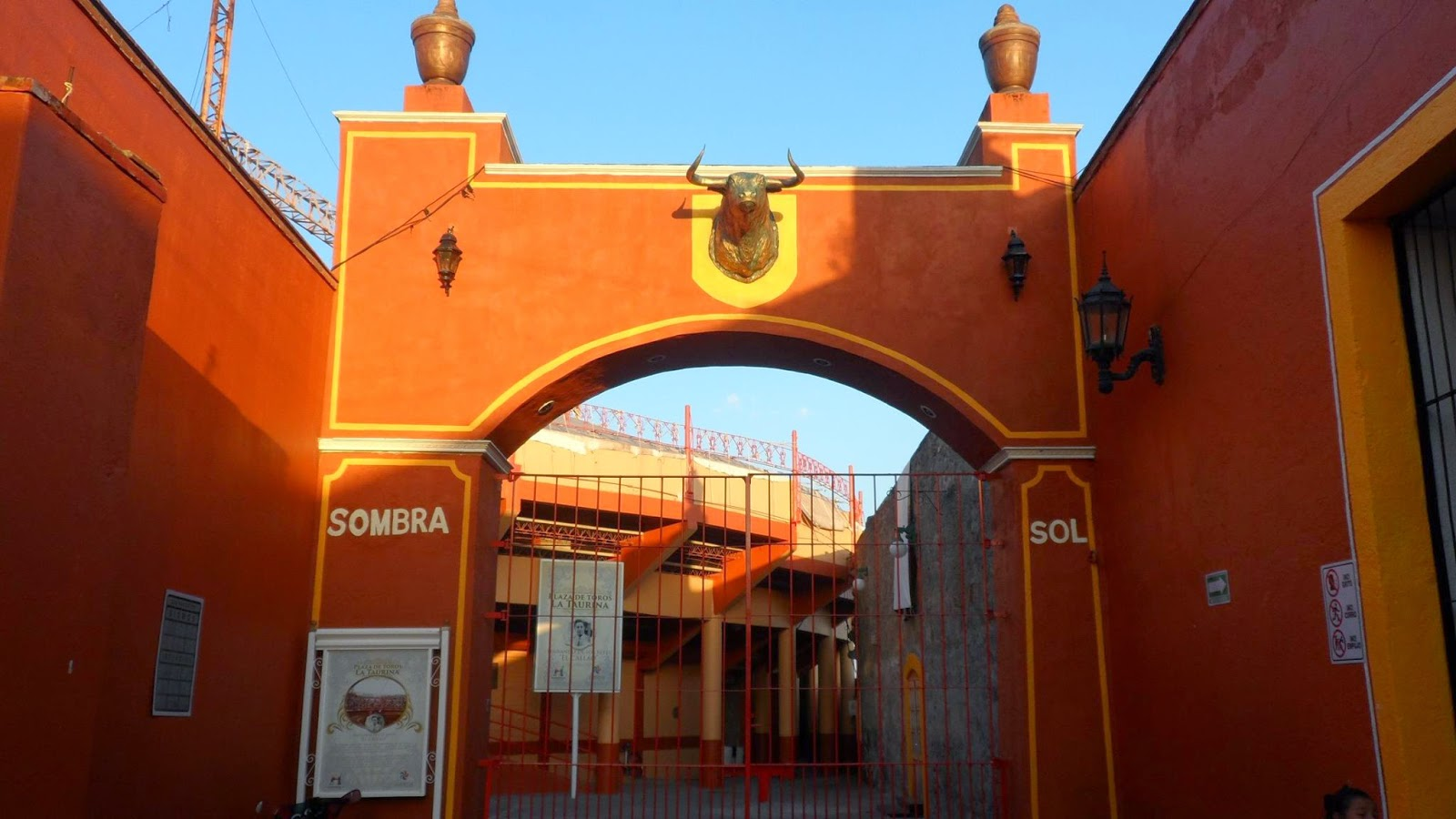
Pórtico principal de la plaza de toros La Taurina

Plaza de toros La Taurina es un coso taurino de la ciudad. Tiene una capacidad de 6000 personas, fue inaugurada el 15 de agosto de 1918. Su construcción corrió a cargo de un grupo de aficionados, entre ellos «Antonio Ortega (El Marinero)» un popular matador huamantleco. El recinto alberga «La Corrida de las Luces», celebrada en la feria nacional de Huamantla, la noche del 14 de agosto.

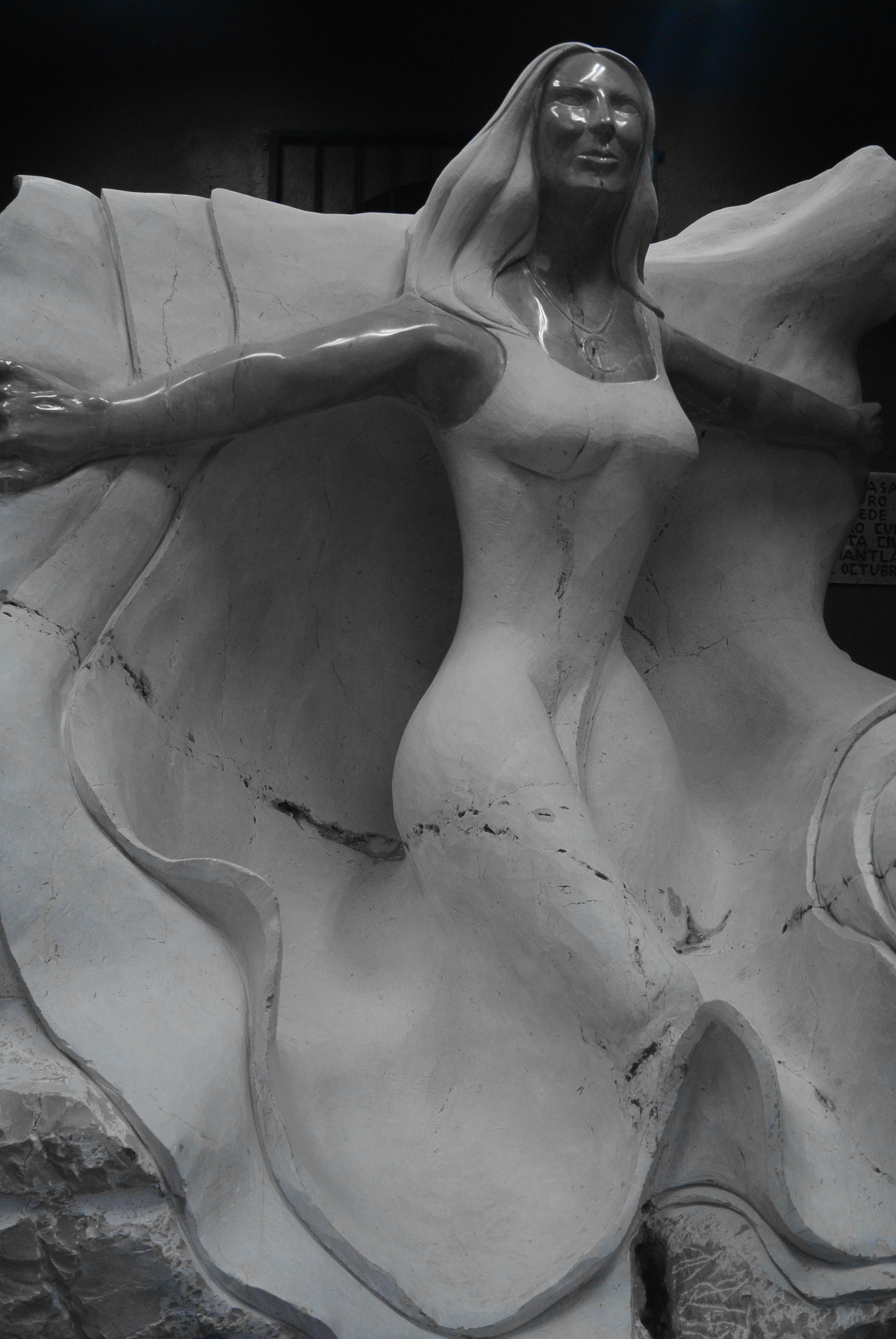
Escultura en mármol de bailaora flamenca en el Centro Cultural Huamantla.

### Monumentos

#### Monumento al Toro

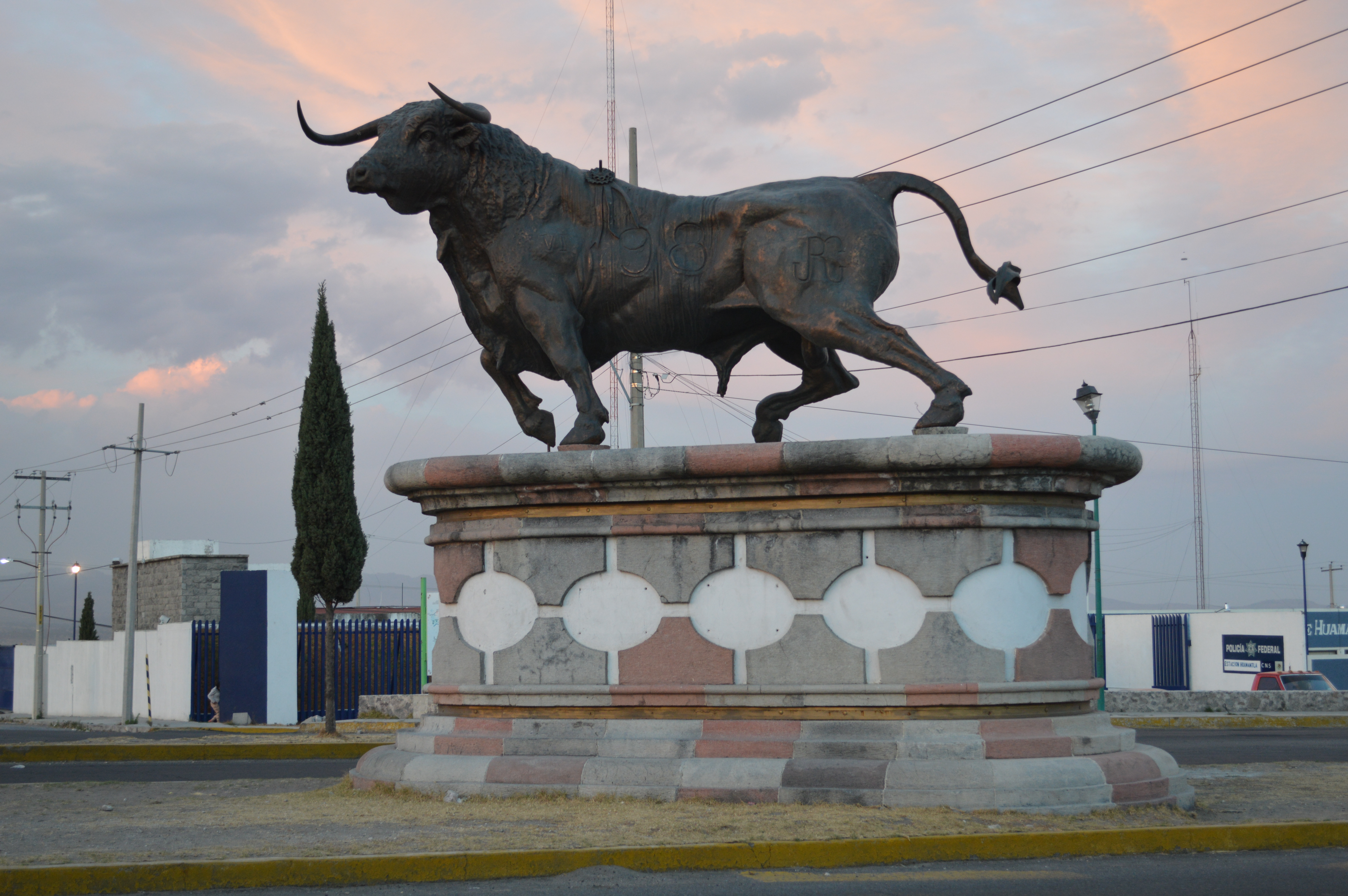
Monumento al toro, en la entrada de la ciudad.

El monumento al toro es una escultura diseñada por el arquitecto Diódoro Rodríguez Anaya. El monumento se encuentra situado en la entrada a Huamantla, la pieza está destinada a la afición taurina que tiene la región.

#### Monumento a Rosete Aranda

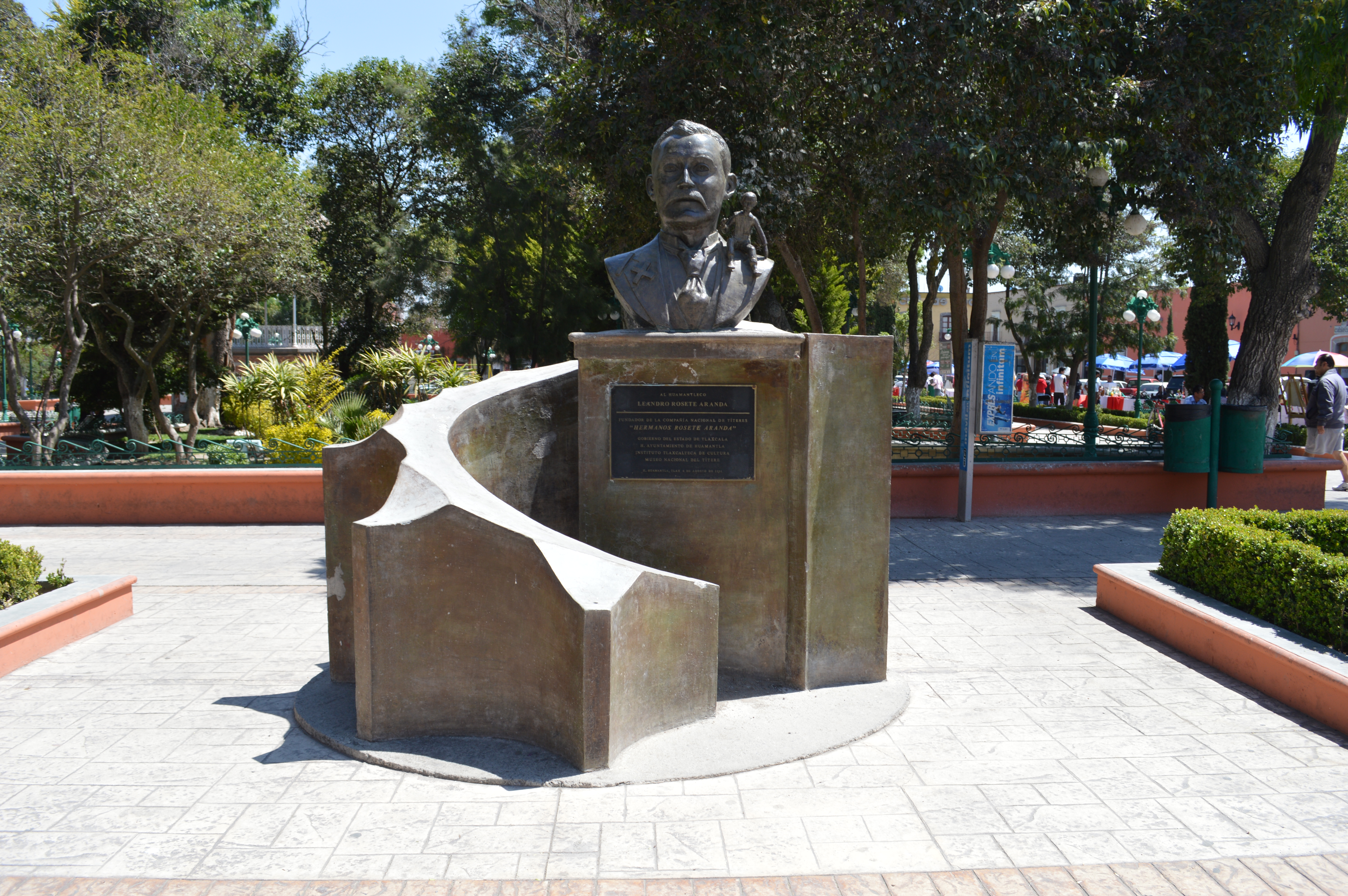
Monumento a Leandro Rosete Aranda en el parque Juárez.

El monumento a Leandro Rosete Aranda, es una escultura dedicada a la compañía de títeres los Hermanos Rosete Aranda, está ubicada en el parque Juárez, fue edificado en conjunto entre el Gobierno del estado de Tlaxcala, el Ayuntamiento de Huamantla, el Instituto Tlaxcalteca de Cultura y el Museo Nacional del Títere.
Escultura Taurina
Escultura en mármol talla directa, de bailaora  flamenca diseñada y elaborada por el Arq. Paulo César Anaya en el año 2016 - 2017. La escultura se encuentra en el Centro Cultural Huamantla y representa la esencia taurina en la cultura Huamantleca.
Huamantla posee 2 auditorios municipales, el auditorio al aire libre del Museo Nacional del Títere, que abrió sus puertas el 1 de enero de 1991 y el auditorio Javier Barros Valero inaugurado el 1 de enero de 1987.

### Fiestas

#### Feria Nacional de Huamantla

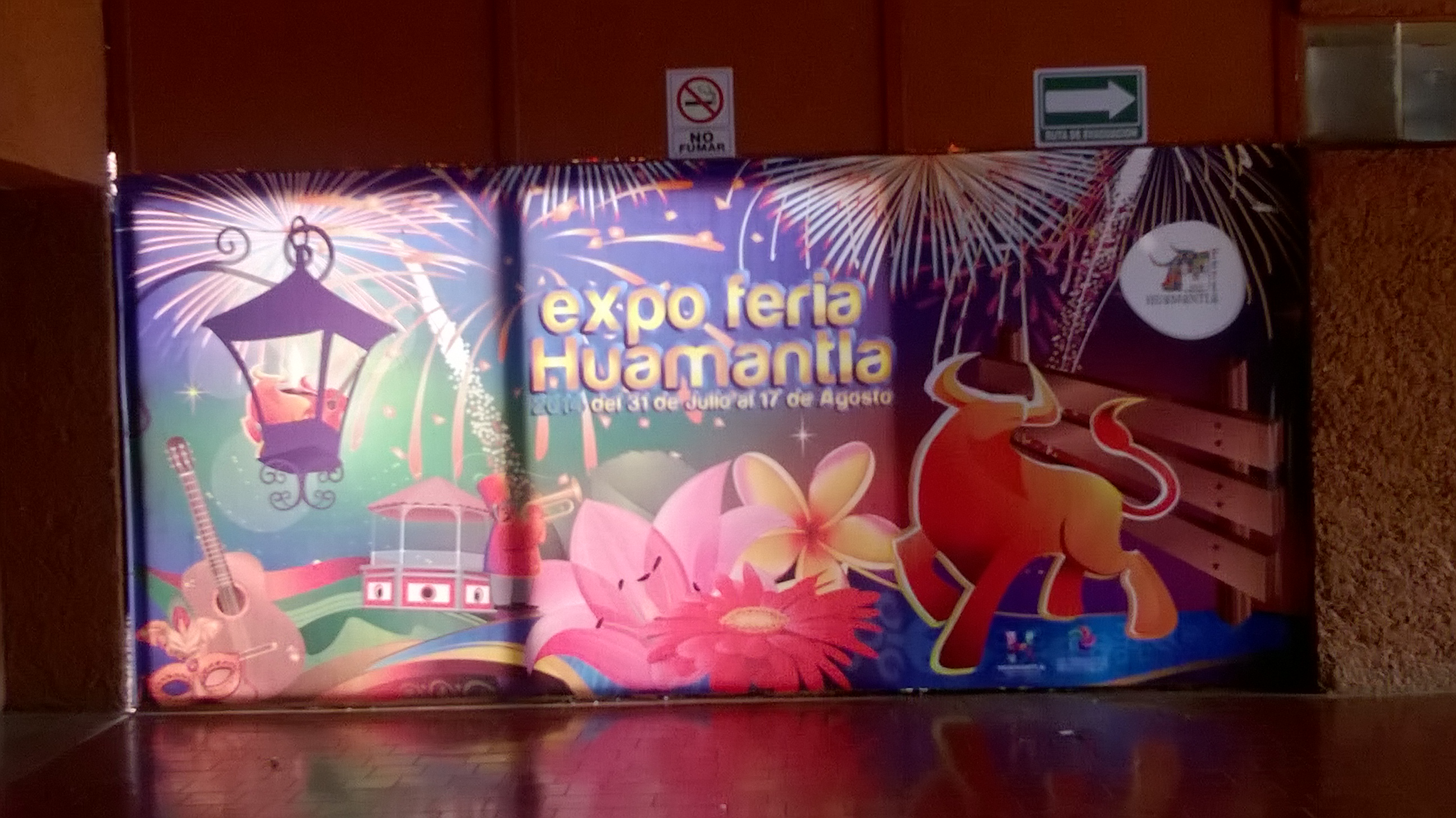
Recinto ferial

La Feria Nacional de Huamantla, es una festividad celebrada anualmente en honor a la Virgen de la Caridad, que se lleva a cabo entre el 4 y 24 de agosto. Esta feria es realizada a través de actividades artísticas, culturales, deportivas y religiosas, tales como el Desfile de Las Flores, la Noche que nadie duerme o la Huamantlada.

#### Noche que nadie duerme

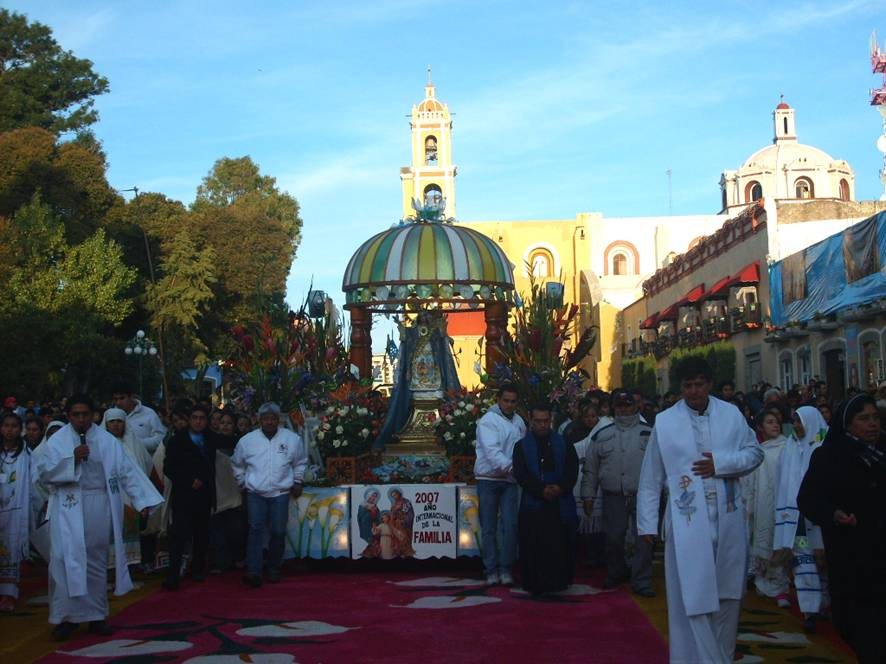
Peregrinación de la Noche que nadie duerme.

Es una tradición religiosa, comienza el día 14 de agosto por la noche y termina el día 15 de agosto, en honor a la Virgen de la Caridad. La gente cubre las principales calles de la ciudad, con alfombras o tapetes, hechos de aserrín pintado de colores con diamantina. Aproximadamente a la 1 de la mañana, la Virgen sale de la iglesia en procesión, acompañada de sacerdotes, religiosas y niños voluntarios que cercan las calles y recorren veinte manzanas alrededor de la Iglesia, durante este recorrido las personas acompañan con oraciones, respetando de no pisar los tapetes hasta que pase la virgen.

#### Huamantlada
La huamantlada es una tradición que consiste en soltar toros de lidia que corren por la calle de la ciudad, da comienzo a las 12 de la tarde, en el último sábado de las festividades a la Virgen de la Caridad. Las calles principales de esta ciudad se adecúan con la instalación de burladeros y gradas. Una noche previa al evento, los pobladores del circuito realizan una verbena popular amenizada con pequeñas bandas de música, fiesta que continúa hasta la mañana siguiente. La Huamantlada se realizó por primera vez el 15 de agosto de 1954 y surge a iniciativa de aficionados, como Raúl Gonzales y Jorge Aguilar quienes en su estancia en España presenciaron los Sanfermines, que motivó a realizar este encierro de toros en Huamantla.
Es particularmente una copia de las Fiestas de San Fermín de Pamplona, España, durante años se realizó de la misma manera pero para los años 1960 cambió el nombre y la forma de Pamplonada a Huamantlada.
Para 1970 se estableció un cerco que especificó las calles por las cuales pasarían los toros. La Huamantlada es caracterizada por adornar las fachadas de las casas del corredor por donde corren los toros de lidia, los participantes suelen vestir con colores llamativos como lo son el rojo y el amarillo. El Instituto de cultura y turismo del estado de Tlaxcala junto con el Instituto Tlaxcalteca de Desarrollo Taurino consideran a esta festividad la más importante de toda la región. Se ha desarrollado sin interrupciones desde su creación hace más de 60 años.

## Gastronomía

### Pulque
El pulque es producido a través del maguey. Sus variantes van mezclados con frutas, llamados curados. El maguey se utiliza en la gastronomía local, y con él se preparan barbacoa, mixiotes y los chinicuiles, que provienen de la raíz o gusanos de maguey, extraídos de la penca de esta planta.

### Muéganos
Los muéganos, es un tipo de galleta tradicional del pueblo mágico de Huamantla, Tlaxcala, característicos en la temporada de Cuaresma y Semana Santa. Se elaboran a base de harina, agua de flores y anís, entre otros ingredientes. Es muy común encontrar pequeños puestos alrededor del zócalo de la ciudad, donde venden mueganos en diversas presentaciones.

## Personas destacadas
Entre los huamantlecos destacados se encuentran:
- José Manuel de Herrera (Político)
- Leonarda Gómez Blanco (Profesora)
- Paulina Maraver Cortés (Activista)
- Carlos Rivera (Cantante)[96]
- Hermanos Rosete Aranda (Titiriteros)
- Miguel Arroyo (Deportista)
- Martha Palafox Gutiérrez (Senadora)
- Plutarco Montiel (Coronel)
- Angel A. García (Capitán)

## Hermanamientos
La ciudad de Huamantla está hermanada con las siguientes ciudades alrededor del mundo:
- Tuxtepec, México (2013)[97]
- Acapulco, México (2011)[98]
- Taipéi, Taiwán (2011)[99]
- Cuapiaxtla, México (2011)[100]
- Zacatlán, México 2013)[101]
- Taxco, México (2011)[102]
- Tlapanala, México (2013)[101]
- San Pablo del Monte, México 2013)[101]
- Puebla, México (2014)[103]
- Atlixco, México (2014)[104]
- San Jose Chiapa, México (2015)[105]
- Perote, México (2015)[106]
- Uriangato, México (2016)[107]
- Bustamante, México (2016)[108]
- Candela, México (2016)[109]